# Recep Tayyip Erdoğan
Recep Tayyip Erdoğan [ˈrɛdʒɛp ˈtɑːjip ˈɛrdɔːɑn] uitspraakⓘ (Istanbul, 26 februari 1954) is de twaalfde en huidige president van de Republiek Turkije. Hiervoor was hij de burgemeester van Istanbul (1994-1998) en minister-president van Turkije (2003-2014).
Erdoğan is geboren in Istanbul en als kind opgegroeid in Rize. Hij was een semiprofessioneel voetballer die tussen 1969 en 1982 voor Kasımpaşa speelde en genoot een religieuze beroepsopleiding. In 1994 werd hij gekozen tot burgemeester van Istanbul. In 1998 werd hij uit dat ambt gezet en veroordeeld tot een gevangenisstraf van 10 maanden vanwege het reciteren van een 'religieus discriminerend gedicht', waarbij hij geen politieke ambt meer mocht bekleden.
Erdoğan was lid van islamitische politieke partijen die steeds verboden werden door het leger of de rechters. Binnen zijn toenmalige Deugdpartij werd er dan ook getwist over de geschikte koers van de partij tussen traditionele geesten en hervormingsgezinde geesten. De laatsten hadden een partij voor ogen die binnen de grenzen van het politieke systeem kon opereren, en wilden de fractie het karakter van een gewone confessionele partij geven naar voorbeeld van de Europese christendemocratische partijen. Toen de Deugdpartij in 2001 ook verboden werd, vond er een definitief schisma plaats: de volgelingen van Necmettin Erbakan richtten de Partij van het Geluk (SP) op en de hervormers stichtten onder leiding van Abdullah Gül en Erdoğan de AK-partij. De AK-partij plaatste zich nadrukkelijk als een brede conservatieve partij met nieuwe politici van het politieke centrum, met respect voor islamitische normen en waarden, maar zonder een expliciet religieus programma. De eerstvolgende verkiezingen in 2002 behaalde de nieuwe partij in één klap 34% van de stemmen. Erdoğan werd premier in 2003 nadat de Gül-regering zijn politiek verbod vernietigde.
Met een meerderheid in het parlement kon Erdoğan een grote hoeveelheid hervormingspakketten aangenomen krijgen. Die hervormingen waren gericht op toenadering tot Europa. Daarbij werd ook tegemoetgekomen aan een eis van de Europese Commissie: het terugdringen van de dominante positie van het leger. Economisch gezien ging het Turkije in deze periode zeer voor de wind. Met een gemiddeld groeipercentage van ruim 6% in de periode 2002-2008 maakte Turkije een modernisering door op het gebied van woningbouw, infrastructuur en gezondheidszorg. De verkiezingen van 2007 werden door de AK-partij dan ook overtuigend gewonnen (met 46,6% van de stemmen).
Landelijke protesten braken uit tegen het groeiende autoritarisme van het bewind van Erdoğan in 2013 en 2014. Een internationaal bekritiseerd hard optreden tegen de demonstranten door de politie met traangas leidde tot enkele doden. Dit leidde ertoe dat moslimgeestelijke Fethullah Gülen zijn steun voor Erdoğan introk en de gesprekken met de EU over toetreding tot stilstand kwamen. Een corruptieschandaal binnen de overheid leidde in 2013 tot de arrestatie van nauwe bondgenoten van Erdoğan. Deze noemde het onderzoek dat eraan ten grondslag lag een "staatsgreep" en een "complot". Zijn regering reageerde met hervormingen van de rechterlijke macht en de veiligheidstroepen. Turkije blokkeerde sociale media nadat Erdoğan was beschuldigd in een opname vrijgegeven op het internet. Hoewel de rechterlijke macht het verbod vernietigde, kwam de regering van Erdoğan onder vuur vanwege mediacensuur, verkiezingsfraude en minachting voor de grondwet en de rechtsstaat. Hierdoor noemen zijn tegenstanders hem een dictator en sommige media noemen hem autoritair. Volgens wetenschappers is hij verantwoordelijk voor democratische erosie in Turkije.
Op 10 augustus 2014 werd Erdoğan met 51% van de stemmen tot president van Turkije gekozen. De verkiezing werd bekritiseerd door zowel de politieke oppositie als internationale waarnemers vanwege beïnvloeding van de media in het voordeel van Erdoğan, beschuldigingen van corruptie, de onnauwkeurigheid van opiniepeilingen en het misbruik van officiële publieke middelen voor Erdoğans campagne.

## Biografie

### Familie en persoonlijk leven
Erdoğan werd geboren in de Kasımpaşa, een van de armere wijken van Istanbul. Het gezin was in de jaren vijftig vanuit de noordoostelijke provincie Rize naar Istanbul verhuisd. Het gezin keerde spoedig terug naar Rize, waar Erdoğan zijn kinderjaren doorbracht; zijn vader werkte er als kustwacht. Zijn familie is afkomstig uit Güneysu (in het lokale Grieks Potamia genoemd), waar hij zijn zomervakanties doorbracht. In toespraken gebruikt Erdoğan deze oude naam voor het dorp, hoewel hij ook heeft beweerd deels van Georgische afkomst te zijn. Erdoğan keerde vaak terug naar zijn dorp, en in 2015 opende hij een moskee op een bergtop in de buurt van dit dorp. Het gezin keerde terug naar Istanbul toen Erdoğan dertien jaar oud was.
Als tiener gaf Erdoğans vader hem een wekelijks zakgeld van 2,50 Turkse lira (minder dan een euro). Daarmee kocht Erdoğan ansichtkaarten en verkocht ze door op straat. Hij verkocht ook flessen water aan chauffeurs die vastzaten in het verkeer. Om geld te verdienen verkocht hij als tiener limonade en simit in de wijken van Istanbul. Hij ging er ook voetballen bij een lokale club. Het stadion van deze lokale voetbalclub Kasımpaşa SK is naar hem vernoemd. In zijn jeugd speelde Erdoğan semi-professioneel voetbal bij een lokale club. Fenerbahçe wilde dat hij een transfer maakte naar de club, maar zijn vader verhinderde dat.

### Opleiding
Erdoğan doorliep de Kasımpaşa Piyale-basisschool in 1965 en de İmam Hatip-school, een religieuze beroepsopleiding, in 1973. Hij behaalde zijn middelbareschooldiploma op de middelbare school van Eyüp.
Terwijl hij studeerde en amateurvoetbal speelde, werd Erdoğan actief in de politiek door lid te worden van de Nationale Turkse Studenten Vakbond, een anticommunistische actiegroep. Erdoğan maakte ook verschillende gedichten zoals over de stad waar hij opgroeide. Binnen de groep onderscheidde Erdoğan zich door zijn oratorische vaardigheden en ontwikkelde hij een voorliefde voor spreken in het openbaar en excelleren voor een publiek. Hij won een poëzie-voorleeswedstrijd georganiseerd door de Gemeenschap van Technische Schilders, en begon zich voor te bereiden op toespraken door middel van lezen en onderzoek. Erdoğan zou later op deze wedstrijden reageren als "het vergroten van mijn moed om voor de massa's mensen te spreken".
Erdoğan wilde verder studeren aan de Mekteb-i Mülkiye, maar de Mülkiye accepteerde alleen studenten met reguliere middelbareschooldiploma's en niet İmam Hatip-afgestudeerden. Mülkiye stond bekend om zijn faculteit politicologie waar meerdere staatslieden en politici in Turkije hun opleiding genoten.
Erdoğan studeerde vervolgens bedrijfskunde en handelswetenschappen aan de Aksaray School voor Economie en Handelswetenschappen, tegenwoordig bekend als de Faculteit Economie en Administratieve Wetenschappen aan de Universiteit van Marmara. Sommige Turkse bronnen betwisten of Erdoğan afgestudeerd is of zelfs heeft deelgenomen, hetgeen een voorwaarde is om president te worden. De gewezen voorzitter van de vereniging van magistraten en openbare aanklagers wilde in 2016 dat de nationale verkiezingscommissie de benoeming van Erdoğan ongedaan maakt.

### Familie
Erdoğan trouwde in 1978 met Emine Gülbaran (Istanbul, 21 februari 1955), die hij had leren kennen op een conferentie. Emine Gülbaran behoort tot de Arabische minderheid van Turkije en komt oorspronkelijk uit de provincie Siirt. Het echtpaar heeft twee zoons (Ahmet Burak, Necmeddin Bilal) en twee dochters (Esra, Sümeyye). Zijn vader, Ahmet Erdoğan, overleed in 1988. In 2011 verloor Erdoğan zijn 88-jarige moeder Tenzile Erdoğan.
Erdoğan heeft een broer, Mustafa (geb. 1958) en een zus, Vesile (geb. 1965). Uit het eerste huwelijk van zijn vader met Havuli Erdoğan (overleden in 1980) had hij twee halfbroers: Mehmet (1926–1988) en Hasan (1929–2006).

## Vroege politieke carrière
In 1976 hield Erdoğan zich bezig met politiek door lid te worden van de National Turkish Student Union, een anticommunistische actiegroep. In 1976 werd hij hoofd van de jeugdafdeling van de islamistische Partij voor Nationale Redding (MSP) in Beyoğlu. Datzelfde jaar werd hij gepromoveerd tot voorzitter van de jeugdafdeling van de partij in Istanbul.
Na de staatsgreep van 1980 volgde Erdoğan de meeste aanhangers van de voormalig vice-premier Necmettin Erbakan, de grondlegger van Milli Görüş, in de islamistische Welvaartspartij. Hij werd districtsvoorzitter van de partij in Beyoğlu in 1984 en in 1985 werd hij afdelingsvoorzitter van Istanbul. Hij werd in 1991 gekozen in het parlement, maar uitgesloten van het innemen van zijn zetel.
Toen Erdoğan voorzitter werd van de Welvaartspartij in Istanbul was hij dertig jaar en won zijn partij langzaam maar zeker aanhangers. Na zijn dertigste ging Erdoğan naar het Iskender paşha Seminarie van de Nakşibendi Mehmet Zahit Kotku. Hij zei dat het soefisme een sterke indruk op hem maakt, zoals zijn voorliefde voor poëzie.

### Burgemeester van Istanbul (1994-1998)
Bij de lokale verkiezingen van 27 maart 1994 werd Erdoğan verkozen tot burgemeester van Istanbul met 25,19% van de stemmen. Erdoğan was een 40-jarige underdog-kandidaat die door de Turkse mainstreammedia werd bespot en door zijn tegenstanders afgeschilderd als een boerenkinkel.
Gedurende zijn burgemeesterschap ging Erdoğan pragmatisch aan het werk en pakte hij chronische problemen aan zoals het watertekort, de vervuiling en de verkeerschaos. Met de aanleg van honderden kilometers aan nieuwe pijpleidingen werd het watertekortprobleem opgelost. Het afvalprobleem werd opgelost met de oprichting van state of the art recyclingfaciliteiten. Luchtvervuiling werd verminderd met een project dat ontwikkeld was om over te schakelen op aardgas. Voor vrouwen richtte hij het instituut İSMEK op.
Erdoğan begon de eerste rondetafelgesprekken van burgemeesters tijdens de Habitat II-conferentie van de Verenigde Naties, wat leidde tot een wereldwijde, georganiseerde beweging van burgemeesters. Hiervoor kreeg Erdoğan een prijs van de VN. Erdoğan verbood ook de verkoop van alcohol in de stedelijke diensten. Andere religieus geïnspireerde maatregelen waren de introductie van aparte badzones voor vrouwen en afzonderlijke schoolbussen voor jongens en meisjes.
Zijn buitenlandse beleid met betrekking tot het EU-lidmaatschap week tijdens zijn tijd als burgemeester aanzienlijk af van zijn latere politiek als premier. In 1994 sprak hij zich uit tegen de toetreding tot de Europese Unie. Hij beschreef de Europese Unie als een "vereniging van christenen", waar de Turken niets te zoeken hadden.

### Gevangenisstraf
In een toespraak tijdens een buurtbijeenkomst in de Oost-Anatolische stad Siirt op 6 december 1997 las Erdoğan verzen voor uit een gewijzigde versie van een gedicht van Ziya Gökalp geschreven voor de gevallen soldaten van de Eerste Balkanoorlog. Gökalp was een dichter en socioloog die van mening was dat de Turkse staat alle werelden in zich moest verenigen: de Turkse natie, de wereldwijde islamitische gemeenschap, en het westerse internationalisme. Vanwege zijn invloed op de latere Atatürk is Ziya Gökalp de geschiedenis ingegaan als een intellectuele grondlegger van het twintigste-eeuwse Turkije. Deze gewijzigde versie van het gedicht dat Erdoğan voorlas bevatte de verzen: "Minaretten zijn onze bajonetten, koepels onze helmen, moskeeën onze kazernes en gelovigen onze soldaten." Erdoğan beweerde in het rechtbank dat deze versie van het gedicht terug te vinden is een boek dat uitgegeven werd door een overheidsinstelling. Destijds werd het niet begrepen door wie het was gewijzigd. In april 1998 werd Erdoğan tot tien maanden gevangenisstraf veroordeeld met een verbod op politieke activiteiten op grond van artikel 14 van de Turkse grondwet en artikel 312/2 van het Turkse wetboek van strafrecht (het aanzetten tot haat op grond van klasse, ras, religie, sekte of regionale verschillen). Het verzoek van Erdoğan om zijn gevangenisstraf om te zetten naar een geldboete werd afgewezen. In hoger beroep werd zijn veroordeling bekrachtigd en de uiteindelijke straf bepaald op 120 dagen, een geldboete en een levenslange verbod op verdere politieke activiteiten. Vanwege zijn veroordeling moest hij zijn functie als burgemeester neerleggen.
Erdoğan werd overgeplaatst naar de Pınarhisar-gevangenis in Kırklareli. Hij had de mogelijkheid bezoekers te ontvangen en kon volop salon houden in zijn cel. In juli 1999 kwam Erdoğan weer vrij. Veertien jaar later, in 2013, keerde hij er voor het eerst terug naar de Pınarhisar-gevangenis. "Voor mij is Pınarhisar een symbool van hergeboorte, waar we de oprichting van de AK-Partij hebben voorbereid", zei hij na afloop van dat bezoek.

### Partij voor Rechtvaardigheid en Ontwikkeling
Binnen de conservatieve Deugdpartij was er een geschil over het gepaste discours van de partij tussen traditionele politici en pro-hervormingspolitici. De laatsten hadden een partij voor ogen die binnen de grenzen van het systeem kon opereren, en dus niet steeds verboden werd zoals haar voorgangers de Partij voor Nationale Orde, de Partij voor Nationale Redding en de Welvaartspartij. Ze wilden de partij het karakter geven van een reguliere conservatieve partij naar voorbeeld van de Europese christendemocratische partijen.
Toen de Deugdpartij in 2001 ook werd verboden, vond er een definitieve splitsing plaats: de volgelingen van oud-premier Necmettin Erbakan richtten de Partij van het Geluk (SP) op en de hervormers richtten de Partij voor Rechtvaardigheid en Ontwikkeling (AK-partij) op onder leiding van Abdullah Gül en Erdoğan. De pro-hervormingspolitici realiseerden zich dat een strikt islamitische partij nooit door het staatsapparaat als regeringspartij zou worden geaccepteerd en meenden dat een islamitische partij niet meer dan ongeveer 20 procent van de Turkse kiezers aansprak. De AK-partij plaatste zichzelf nadrukkelijk als een brede democratische conservatieve partij met nieuwe politici uit het politieke centrum (zoals Ali Babacan en Mevlüt Çavuşoğlu), met respect voor islamitische normen en waarden, maar zonder een expliciet religieus programma. Dit bleek succesvol te zijn aangezien de nieuwe partij 34% van de stemmen behaalde bij de verkiezingen van 2002. Bovendien kon de AK-partij munt slaan uit de economische chaos van de jaren negentig door zichzelf te presenteren als het alternatief voor een 'verloren decennium' van wankele politieke coalities en plunderingen van de staat. Een onderzoek van de Turkse kamer van koophandel uit 2001 had duidelijk gemaakt dat staatsbedrijven met concessies door opeenvolgende regeringen waren verpatst aan zakenvrienden en dat Turkije daardoor honderden miljarden aan groei was misgelopen. Erdoğan beloofde orde op zaken te stellen. Hij genoot bovendien van het anti-establishment-imago en kon rekenen op de steun van de nieuwe stedelijke middenklasse.
Erdoğan kon in eerste instantie geen premier worden na het winnen van de verkiezingen. Zijn eerdere veroordeling stond in de weg en tweede man Abdullah Gül vormde een regering. Pas na een grondwetswijziging in maart 2003, die het verbod op zijn politieke activiteiten ongedaan maakte, waren de juridische en politieke problemen uit de weg geruimd en kon Erdoğan de leiding overnemen. Erdoğan werd in maart 2003 premier nadat de regering van Gül zijn politieke verbod had beëindigd.

## Premierschap (2003-2014)

### Verkiezingen
De verkiezingen van 2002 waren de eerste verkiezingen waaraan Erdoğan deelnam als partijleider. In de meeste grote steden en provincies won bij deze verkiezingen de AK-partij van Erdoğan, zij wonnen landelijk 34% van de stemmen. Alleen langs de west- en zuidkust en in het uiterste noordoosten werd de oppositiepartij CHP de grootste en deze haalde hiermee een landelijk percentage van 19%. De Koerdische DEHAP werd de grootste partij in verschillende provincies in het oosten van het land, maar kwam landelijk slechts uit op 6% van de stemmen. De rechtse partijen MHP, GP, DYP en ANAP behaalden percentages tussen de 5% en 10%.
Bij de verkiezingen van 2007 werd de AK-partij in het merendeel van de 81 Turkse provincies voor de tweede maal de grootste partij. Landelijk kreeg zij 46% van de stemmen. De CHP won in enkele provincies in het westen van het land en haalde daarmee een percentage van ruim 20%. CHP verloor 5 provincies aan de AK-partij. In twee provincies in het zuiden won de nationalistische MHP en behaalde landelijk 14% van de stemmen. De DP, de fusiepartij van de DYP en de ANAP, bleef steken op een percentage van 5%. Tot slot wonnen de Koerdische kandidaten in enkele provincies in het oosten van het land.
Ook bij de verkiezingen van 2011 werd de AK-partij de grootste partij in Turkije met 49,9% van de stemmen en kreeg de partij alweer meer stemmen dan de voorgaande verkiezingen.
Erdoğan is de enige premier in de geschiedenis van Turkije die drie opeenvolgende verkiezingen heeft gewonnen en elke keer meer stemmen kreeg dan bij de vorige verkiezingen.

### Binnenlands beleid
Op 17 oktober 2006 kreeg premier Erdoğan in het openbaar een flauwte, toegeschreven aan hypoglykemie door een combinatie van intens werk en ramadan vasten. Hij werd in het ziekenhuis opgenomen, maar de artsen stelden vast dat hij een paar dagen rust nodig had en er, gezien zijn gezondheidstoestand, geen aanleiding was tot ernstige bezorgdheid. Zijn vervoer naar het ziekenhuis werd een spektakel toen de bestuurder van zijn gepantserde voertuig per ongeluk de deur van het voertuig afsloot en de sleutels erin liet. Het veiligheidssysteem van de auto sloot alle deuren met de bewusteloze Erdoğan nog steeds erin. Een moker werd van een nabijgelegen bouwplaats gehaald om de kogelvrije ramen van het voertuig te breken en de minister-president te bevrijden.

#### Economie

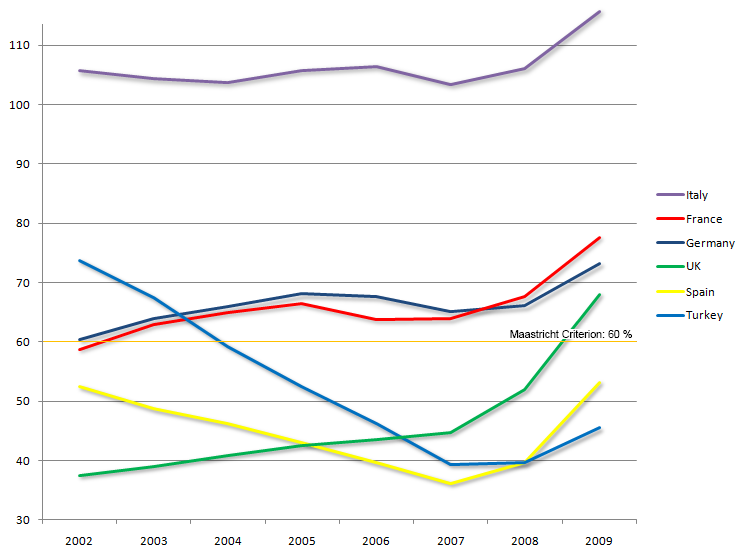
Staatsschuldquote van verschillende Europese landen tussen 2002 en 2009

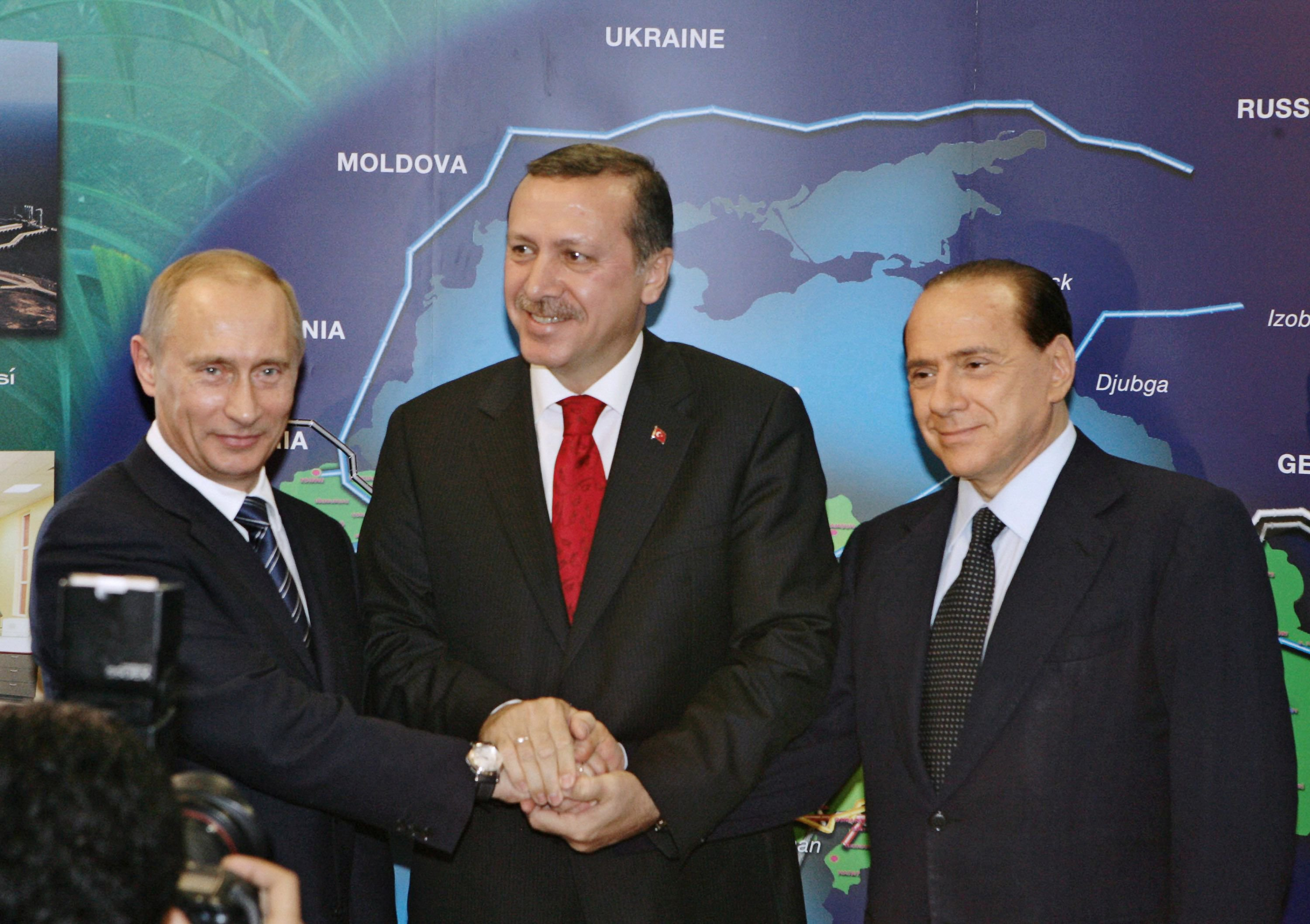
Erdoğan, Vladimir Poetin en Silvio Berlusconi bij de opening van de gaspijpleiding Blauwe Stroom in november 2005

De Turkse economie werd voorheen vaak gekenmerkt door politiek instabiliteit en hoge inflatiecijfers. In 2002 erfde Erdoğan een Turkse economie die begon te herstellen van een recessie als gevolg van hervormingen die door Kemal Derviş waren doorgevoerd. In de beginperiode van Erdoğan maakte de Turkse economie een groei door en daalde de jaarlijkse inflatie naar van 32% in 2002 naar 9,0% in 2004. Sinds het aantreden bleef dit cijfer rond 9% schommelen. Hierdoor was het mogelijk om in 2005 zes nullen te schrappen van de Turkse lira na een revaluatie.
In 2003 heeft de regering van Erdoğan de nieuwe Arbeidswet doorgevoerd, een alomvattende hervorming van de Turkse arbeidswetgeving. De wet breidde de rechten van werknemers aanzienlijk uit, stelde een werkweek van 45 uur vast en beperkte overwerk tot 270 uur per jaar. De nieuwe Arbeidswet voorzag ook in wettelijke bescherming tegen discriminatie vanwege seks, religie of politieke overtuiging, verbood discriminatie tussen vaste en tijdelijke werknemers, schadevergoeding voor werknemers bij beëindiging van het dienstverband zonder "geldige reden", en verplichte schriftelijke contracten voor alle arbeidsovereenkomsten die langer dan een jaar duren.
De economie groeit jaarlijks gemiddeld 6,3%, iets lager dan het gemiddelde van opkomende industrielanden. Hoewel Erdoğan telkens herhaalt dat het bbp van Turkije onder zijn regeerperiode gestegen is van $230 miljard (2002) naar $798 miljard (2008), is de werkelijke stijging, voor inflatie gecorrigeerd, van 72 miljard lira naar 102 miljard lira in datzelfde periode. De Turkse staatsschuld daalde van 74,0% in 2002 naar 39,4% van het bbp in 2011. De regering erfde een schuld van 23,5 miljard dollar aan het IMF, die vanaf 1961 was opgebouwd. In 2013 werd de laatste aflossing van 450 miljoen euro gedaan.
In 2010 bereikte de vijfjarige credit default swap voor de Turkse staatsschuld een record dieptepunt van 1,17%, lager dan die van negen EU-lidstaten. In 2002 had de Turkse Centrale Bank 26,5 miljard dollar aan reserves. Dit bedrag bereikte in 2011 $92,2 miljard.

#### Onderwijs
Het ministerie van Onderwijs krijgt, met de komst van Erdoğan, het grootste deel van de begroting. De leerplicht werd uitgebreid van acht jaar naar twaalf jaar onderwijs. Sinds 2003 zijn de schoolboeken gratis en heeft elke provincie in Turkije haar eigen universiteit. Een wetswijziging van het parlement om het hoofddoekverbod op universiteiten op te heffen, werd door het Turkse Constitutionele Hof ongedaan gemaakt. In 2003 is samen met UNICEF de campagne 'Kom op meiden, naar school!' (Haydi kızlar okula!) gestart, die meisjes, met name in het zuidoosten van het land, oproepen om naar school te gaan. In 2005 heeft het parlement amnestie verleend aan studenten die vóór 2003 van universiteiten waren verbannen. De amnestie was van toepassing op studenten die op academische of disciplinaire gronden werden ontslagen. Ook is er een wet aangenomen die kinderen tussen 10 en 14 jaar weer toestaat naar een islamitische school te gaan. Daarnaast heeft Erdoğan een belangrijke verkiezingsbelofte ingelost door een aantal Turkse scholen te voorzien van een gratis tablet-pc.

#### Opening naar Koerden en andere minderheden
Op 12 augustus 2005 heeft Erdoğan gezegd te werken aan de oplossing van het Koerdische probleem met meer democratie. Hij zei ook in een toespraak in Diyarbakır: "Ieder land heeft moeilijke tijden in zijn geschiedenis meegemaakt. Een grote staat en een groot land als Turkije heeft vele moeilijkheden overwonnen om de dag van vandaag te bereiken. Daarom is het weigeren van het erkennen van fouten in het verleden niet gepast voor grote landen. Een grote staat en een sterke natie kijkt met vertrouwen naar de toekomst door hun fouten en hun misstappen te belijden. Het is met dit principe in het achterhoofd dat onze regering het land dient. (...) Het Koerdische probleem is niet het probleem van een deel van onze mensen, maar het probleem van iedereen. Dus het is ook mijn probleem. Wij zullen elk probleem oplossen met meer democratie, meer burgerrechten en welvaart, met inachtneming van de grondwettelijke orde, het principe van de republiek en de fundamentele beginselen die we hebben geërfd van de grondleggers van ons land."
Vervolgens verklaarde Erdoğan de drie ideologieën die volgens hem in tegenspraak zijn met de Turkse staat:
- etnisch nationalisme;
- regionaal nationalisme;
- religieus nationalisme.

Daarna zei hij: "Er zijn in ons land vele etnische groepen. Wij maken geen onderscheid tussen hen. Zij hebben elk een eigen identiteit. Er is een band die ons allemaal verenigt, en deze band is het burgerschap van de Republiek Turkije. (...) Ik zeg nogmaals, Turkije is zowel Ankara, Istanbul, Konya, Samsun, Erzurum als Diyarbakır. Ik wil dat u weet dat de geuren, kleuren, stemmen, muziek in elke plaats van dit land een eigen unieke smaak bezitten."
De regering van Erdoğan continueerde de beëindiging van de vijftien jaar durende noodtoestand in het zuidoosten van Turkije. Ze gaf ook toestemming voor programma's in de Koerdische taal op radio en televisie en heeft de openingen van privé-instellingen die Koerdisch onderwijzen goedgekeurd. Op 1 januari 2009 opende Erdoğan een kanaal van de Turkse staatsomroep TRT dat 24 uur in het Koerdisch uitzendt.

#### Civiel-militaire verhouding

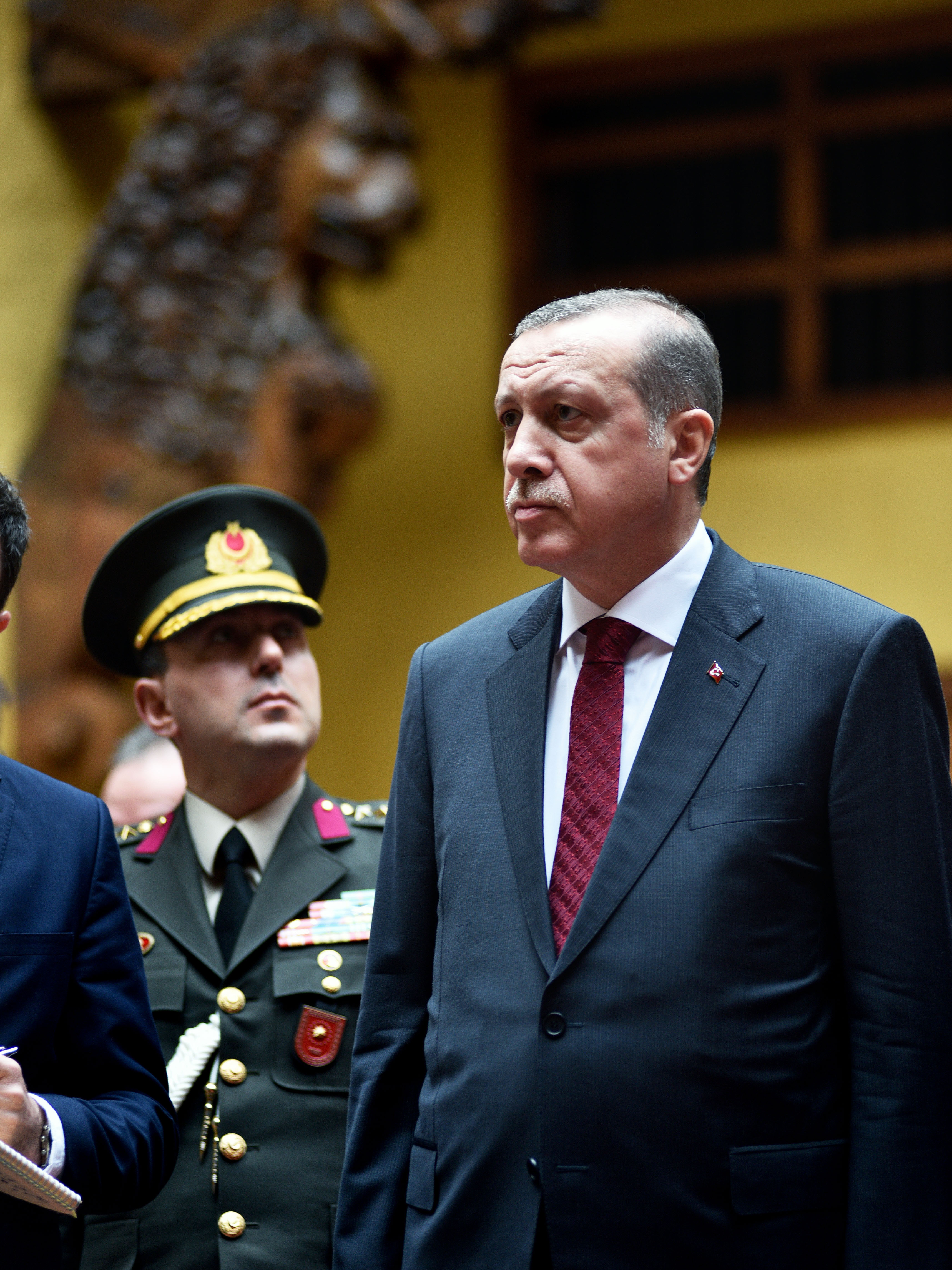
Erdoğan tijdens een staatsbezoek aan Peru, met een lid van het leger achter hem

Het Turkse leger bemoeide meerdere keren op ondemocratische wijze met de Turkse politiek en verwijderde in het verleden vier keer de gekozen regeringen. Tijdens de regeringen van Erdoğan veranderde de civiel-militaire verhouding richting normalisatie, waarbij de invloed van het leger in de politiek aanzienlijk werd verminderd.
In een poging het toezicht van het Turkse parlement te versterken op de militaire begroting met betrekking tot de defensie-uitgaven, wijzigde de regering in 2003 de wet inzake het beheer en de controle van de overheidsfinanciën. Met deze wijzigingen werd een nieuwe basis gelegd voor volledig parlementair toezicht op de defensie-uitgaven.
In 2006 werd het Militaire Strafwetboek gewijzigd waardoor burgers niet meer berechten konden worden in militaire rechtbanken in vredestijd, tenzij militairen en burgers samen een misdaad pleegden. Deze wetswijziging werd gevolgd door een nieuwe wetgeving in 2009 die het civiele rechtbanken toestond militair personeel in vredestijd te berechten voor misdaden die onder het zware strafhof vielen. In 2010 werd het EMASYA-protocol nietig verklaard die het leger in staat stelde om operaties voor interne aangelegenheden uit te voeren zonder een verzoek van de civiele autoriteiten. Het leger werd geplaatst onder het ministerie van Defensie.
Ook werden er symbolische maatregelen genomen rondom de opperste militaire raad in Turkije (YAŞ). De leden van het leger en de regering zaten niet langer tegenover elkaar aan tafel, maar naast elkaar. Ook zat de chef-staf van het leger niet meer aan het hoofd van de tafel samen met de regeringsleider. Sinds 2011 zit alleen de regeringsleider aan het hoofd van de tafel, ter aanduiding van de machtsverhouding.

#### Plan voor een 'vrome generatie'
Vanaf 2012 heeft Erdoğan herhaaldelijk gezegd dat hij (volgens hem in tegenstelling tot de oppositie) geen 'ongelovige' generatie wil grootbrengen. Ook spoorde hij vrouwen aan om meer kinderen te nemen, en stelde hij anticonceptie gelijk aan landverraad. Om het pluriforme onderwijs onder zijn controle te brengen bond hij de strijd aan met privéscholen, bijvoorbeeld die van de Gülenbeweging. Duizenden kinderen met een lage score werden automatisch naar islamitische Imam-hatip-scholen verwezen. Het leerlingenaantal van deze scholen groeide onder het bestuur van de AK-partij van 63.000 naar bijna 1 miljoen. Zelfs kinderen van christenen werden in 2014 automatisch ingeschreven op een islamitische school. Op deze scholen wordt niet onderwezen in de evolutietheorie. Sinds september 2014 'mogen' kinderen vanaf 10 jaar op zulke scholen een hoofddoek dragen. Vervolgens werd ook het Osmaans (en dus het Arabisch schrift) verplicht gesteld. Critici zien in deze tendensen tekenen dat Turkije langzaam in de richting van een Iraans model opschuift. In februari 2015 protesteerden in alle grote steden in het land leraren en middelbarescholieren tegen de afbraak van het onderwijs. In Izmir kwam het tot confrontaties met de oproerpolitie. 37 studenten en docenten uit Trabzon werden vervolgd voor beledigingen die zij richting Erdoğan zouden hebben geuit tijdens de demonstraties. Tevens werden elf anderen vervolgd wegens een vermeende overtreding van de wet op demonstraties. In navolging van Iran wil Erdoğan van Turkije een islamitisch land maken; zo mogen vrouwen volgens zijn ministers niet in het openbaar lachen, worden steeds meer scholen en studentenhuizen gescheiden naar sekse, is een verbod ingevoerd op het publiekelijk zoenen en maakte het Turkse ministerie van geloofszaken bekend dat hand-in-hand lopen haram is.

#### Zorg
Vlak na het winnen van de verkiezingen in 2002 begon de regering van Erdoğan in samenwerking met de Wereldbank aan een ingrijpend hervormingsprogramma van het Turkse gezondheidszorgsysteem, genaamd de Health Transformation Program (HTP). Het doel van dit programma was om de kwaliteit van de gezondheidszorg aanzienlijk te verbeteren en alle burgers tegen financiële risico's te beschermen. De introductie viel samen met de periode van aanhoudende economische groei, waardoor de Turkse regering meer kon investeren in de gezondheidszorg. Als onderdeel van de hervormingen werd het "Groene Kaart" geïntroduceerd, dat de armen gezondheidsvoordelen biedt. Het hervormingsprogramma moest ook ervoor zorgen dat alle burgers onder de universele gezondheidszorg vallen.
In april 2006 onthulde Erdoğan een hervormingspakket voor de sociale zekerheid dat door het Internationaal Monetair Fonds was geëist in het kader van een leningsovereenkomst. De hervormingspakket, die Erdoğan een van de meest radicale hervormingen ooit noemde, werd met felle oppositie aangenomen. De drie socialezekerheidsorganen van Turkije werden verenigd onder één dak, waardoor de leden van alle drie de instellingen gelijke gezondheidsdiensten en pensioenuitkeringen kregen. Het voorgaande systeem werd bekritiseerd omdat het de beste gezondheidszorg voor ambtenaren reserveerde en anderen dwong om in lange rijen te wachten. Met de nieuwe hervormingspakket krijgt iedereen onder de 18 jaar recht op gratis gezondheidsdiensten, ongeacht of ze premies betalen aan een socialezekerheidsorganisatie. Het wetsvoorstel voorziet ook een geleidelijke verhoging van de pensioenleeftijd: vanaf 2036 wordt de pensioenleeftijd voor zowel vrouwen als mannen tot 2048 verhoogd tot 65 jaar.
In januari 2008 heeft het Turkse parlement een wet aangenomen om roken op de meeste openbare plaatsen te verbieden. Erdoğan zelf is een fervent tegenstander van roken.
In 2003 was slechts 39,5% van de bevolking tevreden met gezondheidsdiensten, terwijl dit aandeel in 2011 was gestegen tot 75,9%. In dezelfde periode groeide het totale personeelsbestand in de gezondheidszorg met 36 procent, groeiend van 295.000 naar 460.000.

#### Corruptieschandaal
Sinds eind 2013 is Erdoğan verwikkeld in een grootscheeps corruptieschandaal, waarin zijn zoon Bilal een van de hoofdverdachten is. Telefoongesprekken van Erdoğan en zijn naasten werden gelekt naar het publiek. Volgens Erdoğan zou de Gülen-beweging, die eerder door zijn partij machtige posities in het justitiële apparaat had verkregen, achter de aantijgingen zitten en dat de gesprekken gemonteerd zijn. Het uitlekken van het corruptieonderzoek leidde tot een openlijke breuk tussen Gülen en Erdoğan.

#### Vijandbeeld sinds 2013 en heksenjacht
Erdoğan heeft naar eigen zeggen vele vijanden die hem en zijn regering willen dwarsbomen. Onder zijn vijanden schaart hij onder andere: een 'parallelle staat' doelend op de Hizmetbeweging van islamitische geleerde Fethullah Gülen, een internationale 'rentelobby', een 'pornolobby', sommige buitenlandse media, sociale media, ambassadeurs van westerse landen, vakbonden, werkgeversverenigingen, het Vennootschapsorgaan voor Ingenieurs en Architecten (TMMOB) en een deel van het justitieel apparaat. Private basis- en middelbare scholen ziet Erdoğan als een potentieel gevaar; sinds kort worden leerlingen en docenten op deze scholen ondervraagd over hun politieke opvattingen door ambtenaren van het ministerie van Onderwijs. Deze beschuldigingen kwamen met name naar voren sinds 2013. In de pro-AKP-media komen ook veel complottheorieën voor. Zo zouden Joodse bankiers, de Illuminati en Opus Dei achter het complot tegen de Turkse regering zitten. President Gül, van dezelfde partij als premier Erdoğan, heeft aangegeven dat hij niet in een buitenlandse samenzwering gelooft. Volgens marktanalisten heeft Erdoğan eigenhandig investeerders uit Turkije weggejaagd. In mei 2014 erkende Erdoğan in zijn eigen bewoording verantwoordelijk te zijn voor een 'heksenjacht'. Vervolgens noemde hij leden van de Hizmetbeweging 'landverraders', en riep hij Turkse burgers op de volgelingen van Fethullah Gülen bij de overheid aan te geven.

#### Media en censuur
De persvrijheid kwam in de laatste jaren van Erdoğan's premierschap steeds meer onder druk te staan. Al voor de landelijke demonstraties en het lekken van het corruptieonderzoek stond Turkije in de onderste regionen van de Press Freedom Index, en zaten tientallen journalisten in de gevangenis. De grote seculiere mediagroep Dogan Yayin kreeg reeds in 2009 een belastingboete van 2,5 miljard euro opgelegd. Afgedwongen mediastiltes werden het gebruik na rampen, aanslagen en demonstraties. Redacteuren werden onder druk gezet columnisten te ontslaan, politieke peilingen te manipuleren of nieuws uit de lichtkrant te halen. Oppositiekranten werden onder curatele gesteld, hun websites gewist. Toegang tot sociale media werd geregeld geblokkeerd. Erdoğan klaagde persoonlijk tientallen journalisten, columnisten en cartoonisten aan. De inperking van media en meningsuiting achtervolgde Erdoğan ook steeds vaker naar het buitenland.

### Buitenlands beleid

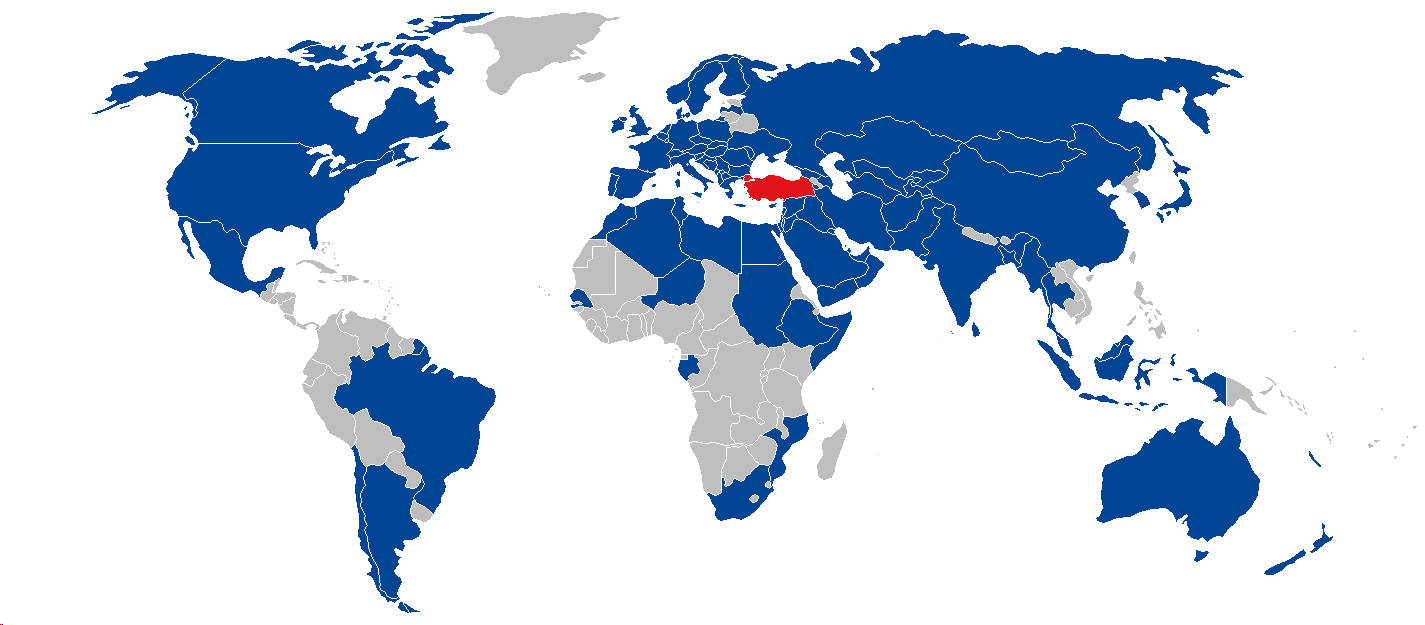
Bezochte landen als Turkse premier

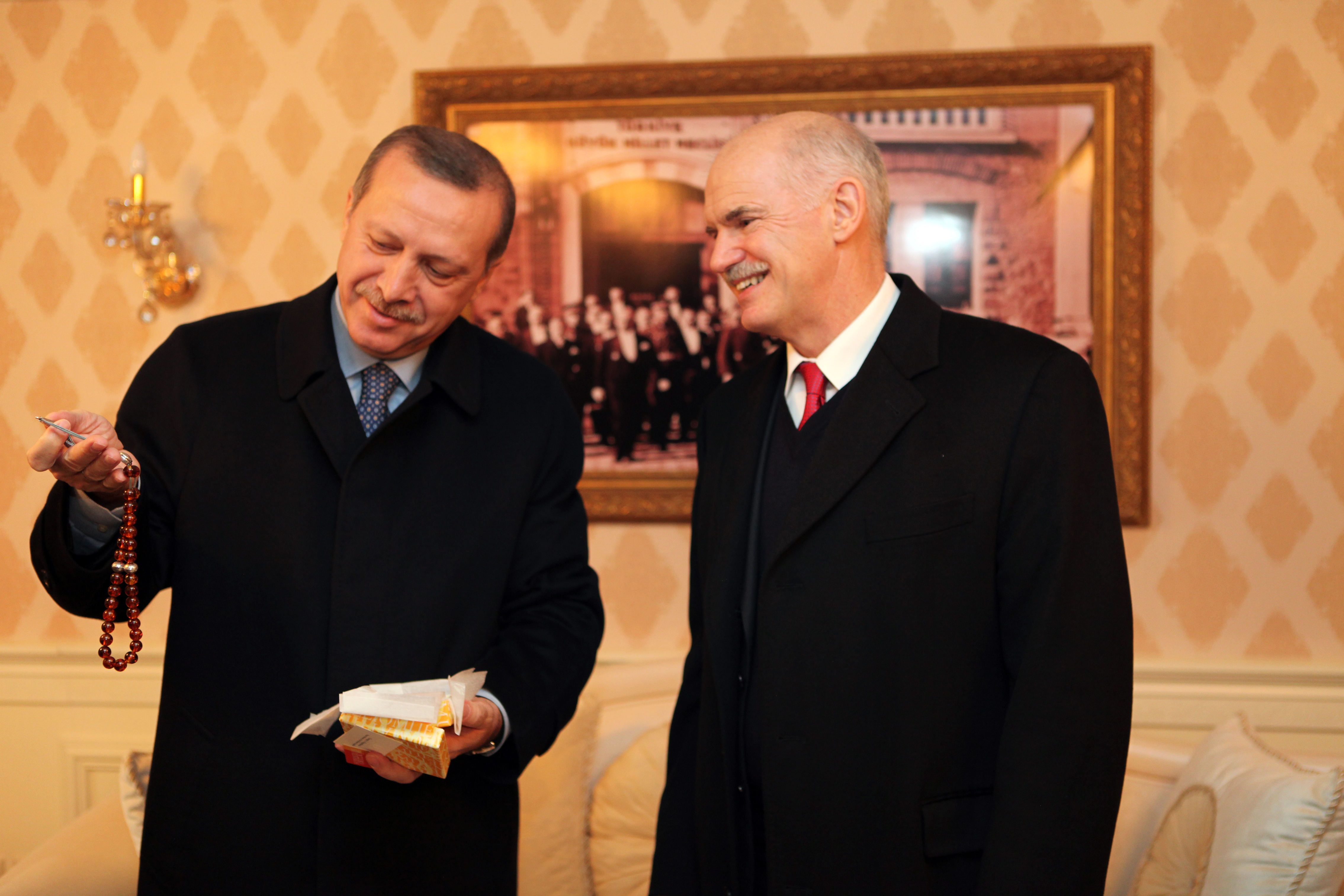
De Griekse premier Giorgos Papandreou overhandigde de Turkse premier een geschenk

De grondslag van het buitenlands beleid van Erdoğan is naar eigen zeggen gebaseerd op het uitgangspunt "maak geen vijanden, maar vrienden" en het streven naar "zero problems" met de buurlanden.
Erdoğan heeft samen met de Spaanse premier José Zapatero de Alliantie der Beschavingen gesticht, die door de Verenigde Naties overgenomen is, met als doel de dialoog tussen culturen en beschavingen te bevorderen en onbegrip en vooroordelen te bestrijden.
Erdoğan staat bekend om zijn gebruik van de 'taal van de straat'. Felle uitspraken van Erdoğan leidden onder andere tot verstarde relaties met enkele landen.

#### Griekenland
De betrekkingen tussen Griekenland en Turkije werden genormaliseerd tijdens de ambtsperiode van Erdoğan als premier. In 2008 bracht de premier van Griekenland na 50 jaar een staatsbezoek aan Turkije. In mei 2004 werd Erdoğan de eerste Turkse premier die Griekenland bezocht sinds 1988, en de eerste die de Turkse minderheid Thracië bezocht sinds 1952.
In 2007 ontmoetten premier Erdoğan en de Griekse premier Kostas Karamanlis elkaar op de brug boven de grens tussen Griekenland en Turkije, voor de inhuldiging van de Grieks-Turkse aardgaspijpleiding, die Egeïsche rivalen met elkaar verbindt via een project dat Kaspisch gas overbrengt naar Europa en daarmee de energiedominantie van Rusland te verminderd. Daarnaast hebben de twee landen in het kader van de NAVO een overeenkomst ondertekend voor een gezamenlijke operationele eenheid dat deel neemt aan vredesondersteunende operaties.
Ook met Armenië werden de relaties voorzichtig aangehaald. Premier Erdoğan en de president van Armenië Serzj Sarkisian hebben verscheidene keren met elkaar gesproken zoals bij het World Economic Forum in Davos in januari 2009.

#### Syrië
Tegenover Syrië werd aanvankelijk een vriendelijker toon aangeslagen en dat terwijl door de pre-Erdoğan-regeringen nog oorlogszuchtige taal werd uitgestoten. Tijdens de regeerperiode van premier Erdoğan waren de diplomatieke relaties met Syrië verbeterd, waarbij Turkije zelfs de rol vervulde van bemiddelaar tussen Israël en Syrië.
In 2004 arriveerde president Bashar al-Assad in Turkije voor het eerste officiële bezoek van een Syrische president in 57 jaar. Eind 2004 tekende Erdoğan een vrijhandelsovereenkomst met Syrië. De visumbeperkingen tussen de twee landen werden in 2009 opgeheven, wat een economische groei veroorzaakte in de regio's nabij de Turks-Syrische grens. In 2011 was de relatie tussen de twee landen echter weer gespannen na het uitbreken van de Syrische Burgeroorlog. Erdoğan begon de oppositie in Syrië te steunen, nadat er hardhandig werd opgetreden tegenover de vreedzame demonstranten.

#### Iran

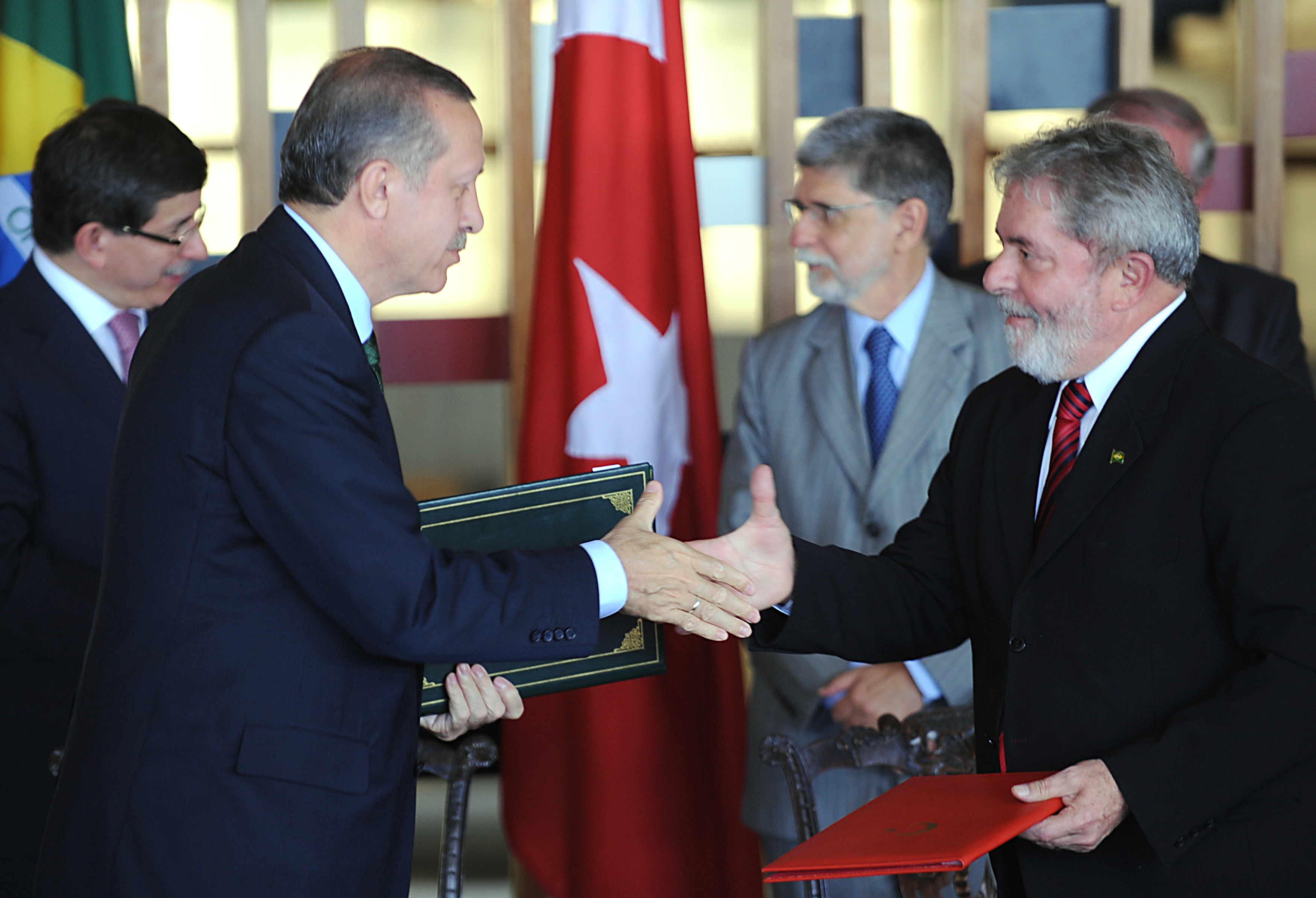
President Lula da Silva en Erdoğan in Brazilië met in de achtergrond de minister van Buitenlandse Zaken Ahmet Davutoğlu

Premier Erdoğan probeerde verschillende keren te bemiddelen tussen het Westen en de regering van Iran, dat beschuldigd wordt van het ontwikkelen van kernwapens. Erdoğan reisde samen met de Braziliaanse president Lula da Silva naar Teheran en sloot daar een verdrag waarin Iran beloofde zijn nucleair afval te exporteren naar Turkije. Dit verdrag, dat veel lijkt op het voorstel van het Westen, werd niet erkend door het Westen. Erdoğan klaagde dat Iran in het geschil over het Iraanse nucleaire programma oneerlijk behandeld zou worden door het Westen. Hij stelde: “Wie zelf kernwapens heeft, kan Teheran niet bekritiseren vanwege zijn nucleaire programma.”

#### Israël

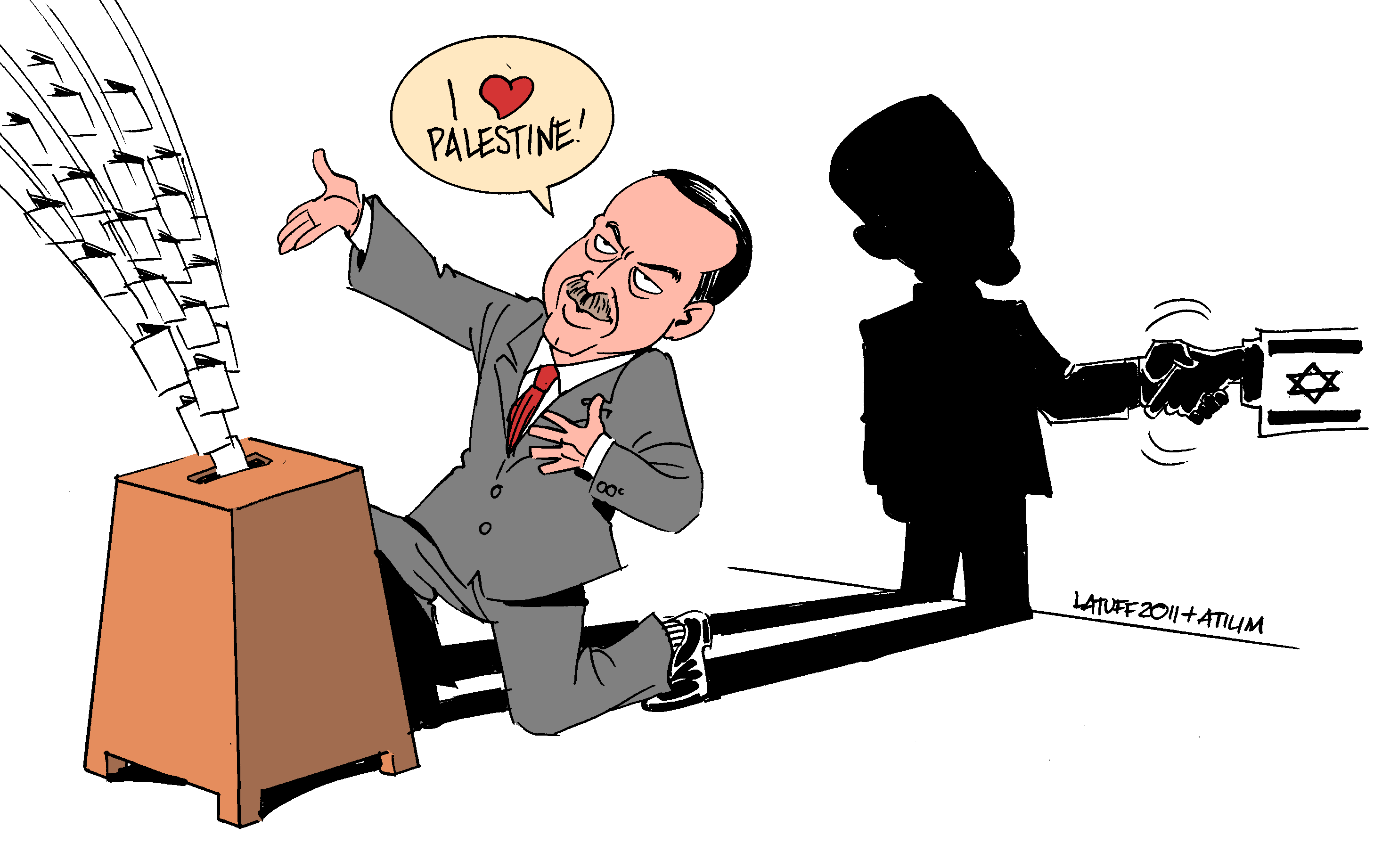
De karikatuur van Carlos Latuff over het Israël- en Palestina-beleid van Erdoğan

Erdoğan neemt een kritische houding in ten opzichte van Israël. Door Israëls optreden tegen de Gaza-hulpvloot beschuldigde Erdoğan de Israëlische regering van "onmenselijk staatsterrorisme" en de schending van het internationaal recht. De Palestijnse beweging Hamas in de Gazastrook wordt door Erdoğan niet beschouwd als een terroristische groep.

#### Beleid inzake de Armeense Genocide
Turkije zegt bereid te zijn de Armeense Genocide als een genocide te erkennen, mits dit de conclusie zou zijn van een internationale onderzoekscommissie.
Premier Erdoğan heeft meerdere keren aangekondigd dat Turkije bereid is de massamoorden op Armeniërs als een genocide te erkennen, mits dit de conclusie zou zijn van een internationale onderzoekscommissie bestaande uit historici, archeologen, juristen en andere experts. In 2005 schreef Erdoğan samen met de grootste oppositieleider van Turkije een brief aan de Armeense president waarin zij bepleitten voor een oprichting van een gezamenlijke Turks-Armeense commissie. De Armeense minister van Buitenlandse Zaken verwierp het aanbod omdat hij beweerde dat het voorstel zelf "onoprecht" was.
De erkenning van de Armeense Genocide werd ook vervolgd onder de regering-Erdoğan door de toepassing van het internationaal bekritiseerde artikel 301 van het Turkse wetboek van strafrecht. Dit artikel werd vervolgens aangepast in 2008.
In december 2008 bekritiseerde Erdoğan de “I Apologize”-campagne van sommige Turkse intellectuelen om de Armeense Genocide te erkennen, met de uitspraak: "Ik accepteer noch ondersteun deze campagne. We hebben geen misdaad begaan, dus we hoeven ons niet te verontschuldigen"
In 2011 gaf Erdoğan de opdracht tot het slopen van een Turks-Armeens vriendschapsmonument in Kars, dat was opgedragen aan de toenadering van de landen na vele jaren van geschillen over de moord op anderhalf miljoen Armeniërs tijdens de Eerste Wereldoorlog. Vanuit het esthetisch oogpunt, noemde Erdoğan het monument "monsterlijk". De gemeente sloopte het monument door te stellen dat het te dicht bij het graf van een 11e-eeuws islamitisch geleerde was. In 2015 beval een rechter Erdoğan om een dwangsom te betalen aan de beeldhouwer.

#### Davos 2009

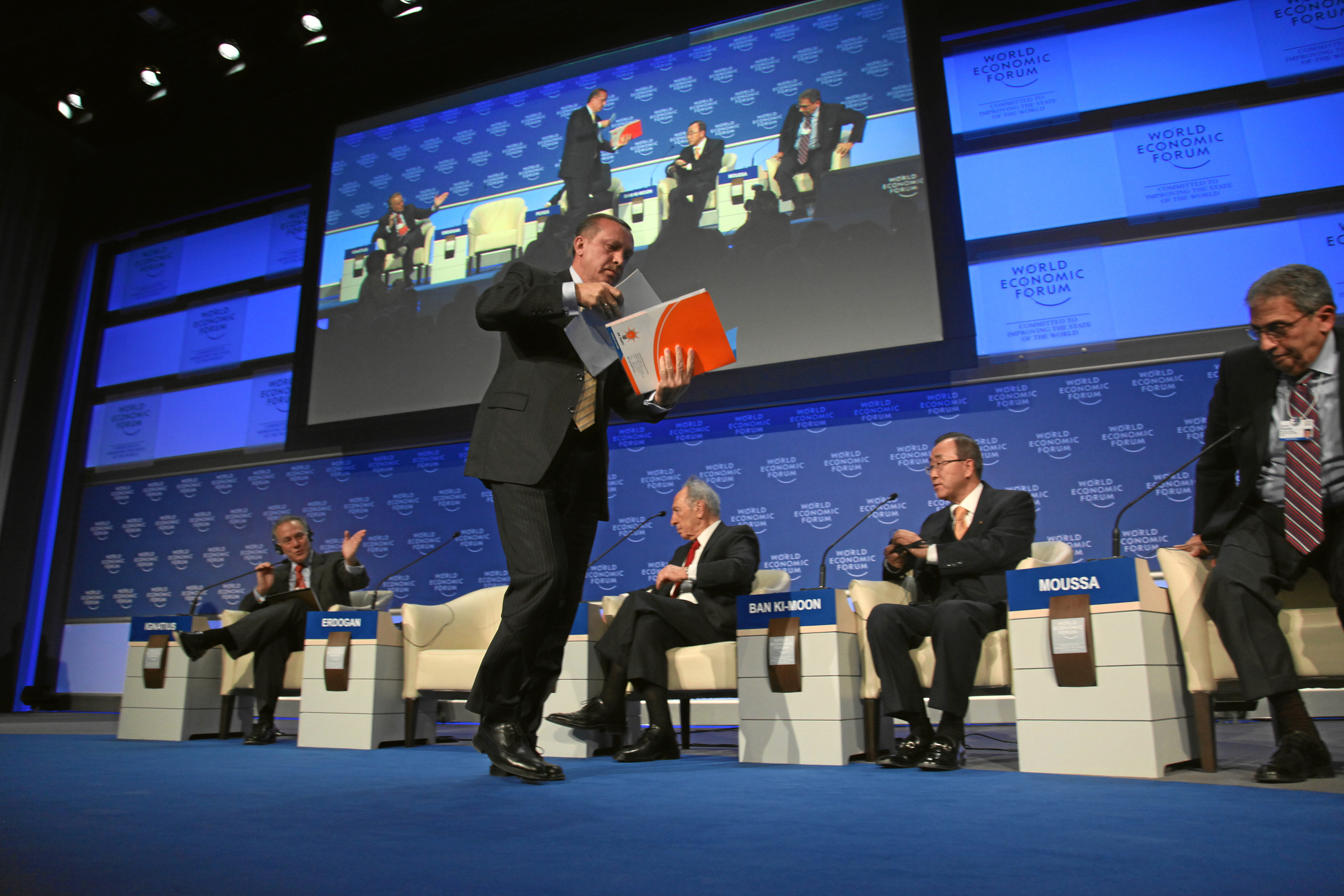
Erdoğan verlaat het World Economic Forum in Davos in 2009.

De regering van Erdoğan bemiddelde tussen Israël en Syrië. Hierbij zou Israël onder andere de Golanhoogten teruggeven aan Syrië in ruil voor vrede met Syrië. De Israëlische premier Olmert kwam op 23 december 2008 naar Turkije waar hij vijf uur lang ging praten met premier Erdoğan over de vredesgesprekken. Volgens Erdoğan was vrede tussen die landen heel dichtbij, maar aan de Turkse bemiddeling kwam een einde toen Israël vier dagen later de Gazastrook militair binnenviel.
Op 29 januari 2009 liep Erdoğan demonstratief weg tijdens het World Economic Forum in Davos na een aanvaring met de Israëlische president Shimon Peres. Erdoğan was niet alleen kwaad omdat hij niet mocht uitpraten, maar ook vanwege de bijval die Peres kreeg naar aanleiding van zijn betoog over de recente Gaza-oorlog. Bij zijn thuiskomst in Turkije werd hij als held ingehaald. In de Turkse pers werd hij vervolgens al snel Davos Fatihi (veroveraar van Davos) genoemd.

#### Europese Unie
In 2004 werd Erdoğan door de krant European Voice uitgeroepen tot 'Europeaan van het Jaar' vanwege de hervormingen in zijn land om Turkije op weg te brengen naar het lidmaatschap van de Europese Unie. Erdoğan zei hierop in een reactie dat "Turkse toetreding bewijst dat Europa een continent is waar samenlevingen zich verzoenen en niet botsen."
Erdoğan werkt er naar eigen zeggen hard aan om de westerse waarden en normen die betrekking hebben op het regeren van een land en die met de criteria van Kopenhagen gedefinieerd zijn, aan Turkije eigen te maken. De Europese Commissie blijft kritisch over zijn beleid, steunt over het algemeen zijn hervormingen, maar er moet met name op het gebied van de mensenrechten nog veel verbeteren. Na de Arabische Lente verdedigt Erdoğan zelfs het secularisme en de rechten van atheïsten op een reis langs de post-revolutionaire hoofdsteden van Egypte, Libië en Tunesië.
Erdoğans regering vaart geen onvoorwaardelijk pro-Europese koers. Zo kwamen de toetredingsonderhandelingen in 2009 en 2010 tot stilstand, omdat de Turkse regering weigerde Turkse havens open te stellen voor Cypriotische schepen. Turkije steunt als enige de Turks-Cypriotische staat in het noorden van EU-lidstaat Cyprus, maar weigert de regering in Nicosia te erkennen en laat daarom geen schepen of vliegtuigen toe uit Cyprus.
Volgens Der Spiegel heeft Erdoğan aan het begin van zijn regeerperiode alleen toenadering gezocht tot Europa om het leger en de rechterlijke macht op afstand te houden en religieuze waarden te consolideren. In zijn buitenlandse politiek heeft hij de neiging om na gunstige verkiezingsuitslagen zijn eigen weg te volgen en minder met Europese partners af te stemmen. "Als ze ons niet willen accepteren in de EU vanwege Halki, dan zij het zo!" Met Halki wordt bedoeld het beroemde Grieks Orthodox Theologisch Seminarie bij Istanbul in de Zee van Marmara dat reeds tientallen jaren gesloten is door Turkije.
Premier Recep Tayyip Erdoğan heeft aangegeven de Shanghai-samenwerkingsorganisatie als een alternatief te zien voor de EU, daar waar de toetredingsgesprekken met Turkije niet naar wens verlopen. Op 26 april 2013 werd Turkije dan ook officieel 'dialoog partner' van de SCO.

#### Houding tegenover de Turkse diaspora
Een van de essentiële kenmerken van het beleid van Erdoğan is het actief onderhouden van banden met de Turkse diaspora, met name in Europa. Erdoğan pleit voor integratie van Turkse migranten in de samenleving en de cultuur van het gastland, maar verwerpt gedwongen assimilatie. Erdoğan beschreef in februari 2008 de assimilatie van Turkse immigranten in Duitsland als een "misdaad tegen de menselijkheid" Erdoğan stelde in een gesprek met bondskanselier Angela Merkel voor om Turkse scholen en universiteiten in Duitsland op te richten. Nadat Merkel dit voorstel had afgewezen, verscherpte Erdoğan zijn retoriek: "Waarom deze haat tegen Turkije? Ik begrijp het niet. Ik zou dit niet van de Duitse bondskanselier Angela Merkel hebben verwacht. Is Turkije een zondebok?”
Naar aanleiding van deze kwestie pleitte CDA-Tweede Kamerlid Mirjam Sterk voor een signaal van de Nederlandse regering aan de Turkse autoriteiten dat inmenging in de Nederlandse politiek door Turkije niet wenselijk is. De Turkse premier herhaalde tijdens de conferentie de controversiële zin uit zijn toespraak in Keulen in 2008.
In februari 2011 drong Erdoğan er bij Turken in Duitsland in een toespraak in Düsseldorf op aan, hun kinderen eerst de Turkse en pas daarna de Duitse taal te leren. Duitse politici verwierpen deze oproep, aangezien het vroeg leren van de Duitse taal een voorwaarde is voor een succesvolle integratie.

#### Arabische lente en de Moslimbroederschap

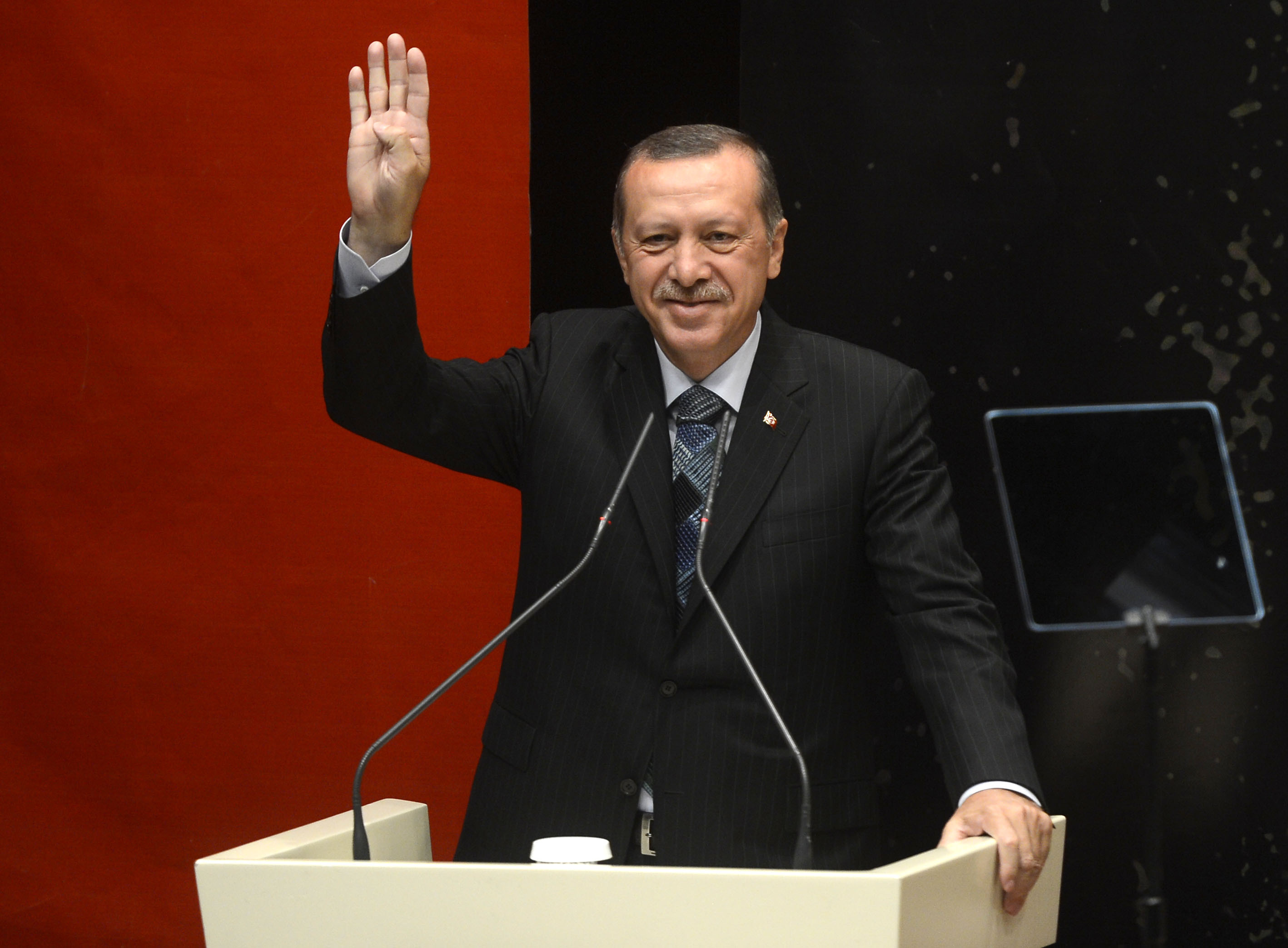
Erdoğan toont het Rabia-teken, een symbool van de Egyptische Moslimbroederschap. Sinds de militaire coup in Egypte is het gebaar symbool komen te staan voor solidariteit met de broederschap. Na de mislukte staatsgreep in Turkije kreeg het symbool tevens een Turkse lading; "Eén land, één staat, één vlag, één natie."

Tijdens de Arabische lente trachtte Erdoğan Turkije als voorbeeld te presenteren in het Midden-Oosten en Noord-Afrika. Nadat de dictators van Egypte, Tunesië en Libië in de loop van 2011 waren afgezet, gevlucht of vermoord bracht Erdoğan een bezoek aan de landen, waar hij grote menigten toesprak. In deze periode was Erdoğan, op de Britse premier David Cameron na, de meest prominente gesprekspartner van de Amerikaanse president Obama. In zijn toespraak in Cairo benadrukte Erdoğan, tegen verwachting van zijn critici in, het belang van een seculiere staat. Erdoğan steunde echter ook openlijk islamitische politieke bewegingen in de Arabische wereld, wat hem onder andere in conflict bracht met zijn voormalige vriend Bashar al-Assad, president van buurland Syrië. Seculiere krachten in Libië beschuldigden Turkije van het steunen van terroristische groeperingen in de oostelijke stad Benghazi, en verboden Turkse bedrijven nog langer zaken te doen in het land. Toen de Egyptische moslimbroederschap in 2013 werd afgezet door generaal Al-Sisi kwam ook de relatie met Egypte onder druk. Erdoğan maakt bij zijn publieke optredens vaak het rabia-teken van de Moslimbroederschap.

#### Tombe van Suleyman Shah
Uit gesprekken die eind maart 2014 naar buiten kwamen, zou blijken dat Erdoğan zijn ministers de opdracht had gegeven om een valse vlag-operatie te organiseren die zou leiden tot een oorlog met buurland Syrië. In de gesprekken zou onder andere de minister van Buitenlandse Zaken Ahmet Davutoğlu te horen zijn die verschillende scenario's voor zo'n false-flag bespreekt met zijn viceminister, de baas van de inlichtingendienst en een generaal van het Turkse leger. In de gesprekken wordt uiteengezet hoe de VN misleid zou kunnen worden. Een van de scenario's die wordt besproken is een zogenaamde aanval van ISIS-strijders op de tombe van Suleyman Shah, de grootvader van de grondlegger van het Ottomaanse Rijk, ten noordoosten van Aleppo. In de weken voorafgaand aan het lekken van de gesprekken sprak de Turkse regering herhaaldelijk van een bedreiging van de tombe. Direct na het lekken van de gesprekken zou het ministerie van Buitenlandse Zaken een onderzoek zijn begonnen in het ministeriegebouw en werd YouTube geblokkeerd.

#### Somalië

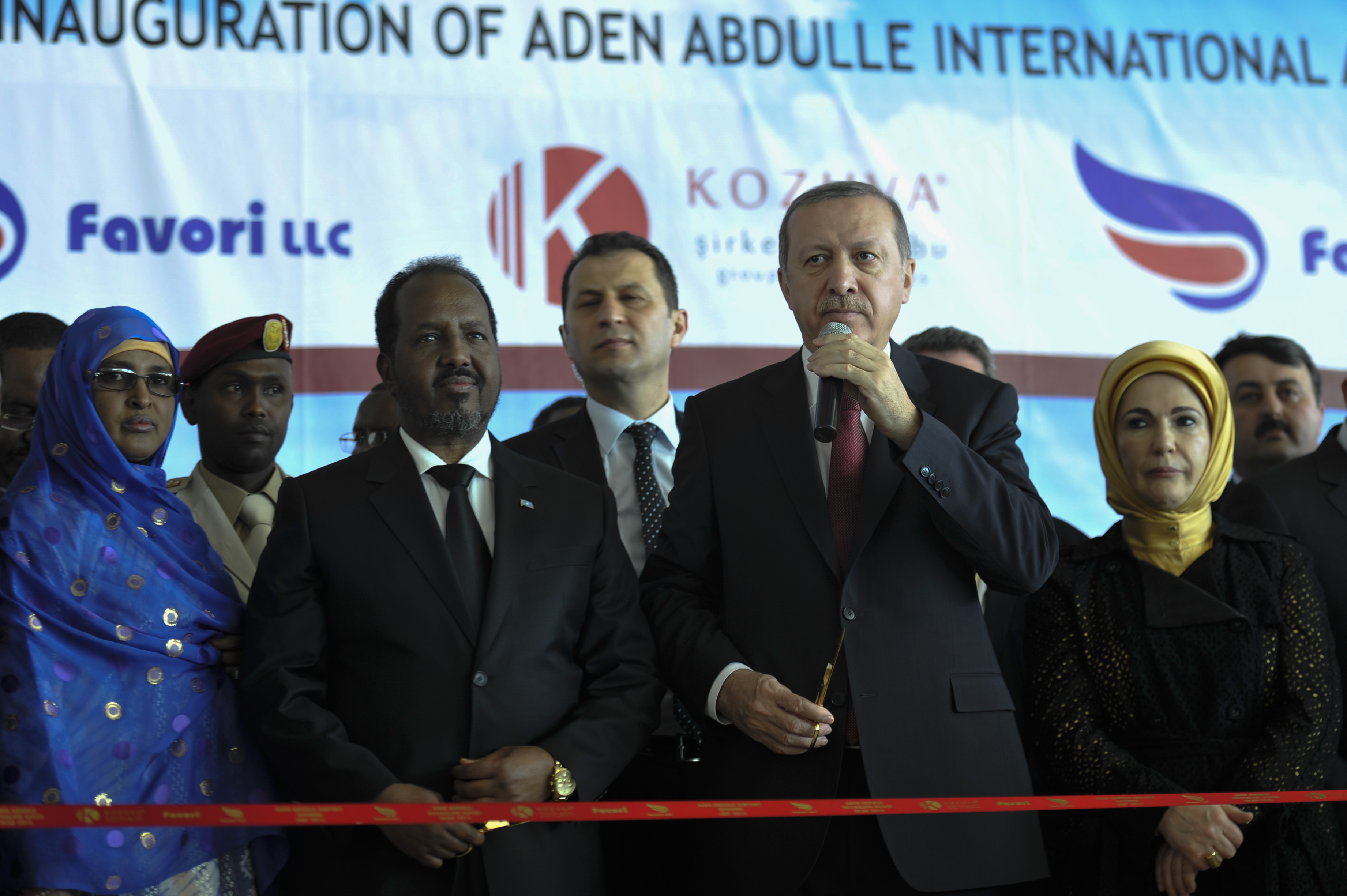
Erdoğan en de Somalische president bij de openingsplechtigheid van de nieuwe luchthaventerminal in Mogadishu.

De regering van Erdoğan onderhoudt sterke banden met de Somalische regeringen. Tijdens de hongersnood in 2011 heeft de regering van Erdoğan meer dan $ 201 miljoen bijgedragen aan humanitaire hulp in de getroffen delen van Somalië. In 2011 bezocht Erdoğan de Somalische hoofdstad Mogadishu. Hij was de eerste wereldleider die het land bezocht sinds 1993. De Turkse regering heeft haar ambassade opnieuw geopend met de bedoeling het land effectiever te helpen bij het naoorlogse ontwikkelingsproces. Het was een van de eerste buitenlandse overheden die na de burgeroorlog de formele diplomatieke betrekkingen met Somalië hervatte.
In samenwerking met de Somalische regering hebben Turkse functionarissen ook verschillende ontwikkelings- en infrastructuurprojecten in Somalië gelanceerd. Ze hebben bijgedragen aan de bouw van verschillende ziekenhuizen en hebben onder andere bijgedragen aan de renovatie en rehabilitatie van de internationale luchthaven Aden Adde. Turkish Airlines werd de eerste internationale commerciële luchtvaartmaatschappij over lange afstand in twee decennia die de vluchten hervat van en naar de internationale luchthaven Aden Adde van Mogadishu.
Op 13 april 2013 hervatte de voormalige Somalische president Hassan Sheikh Mohamud de verzoeningsgesprekken tussen de centrale regering in Mogadishu en de regionale autoriteiten in Hargeisa. Mede door bemiddeling door de Turkse regering in Ankara, eindigde de vergadering met een overeenkomst tussen Mohamud en Ahmed Silanyo, president van de noordwestelijke regio Somaliland, die ermee instemde zijn deel van de ontwikkelingshulp voor Somalië als geheel eerlijk te verdelen aan de Somaliland-regio en om samen te werken op gebied van veiligheid.
In januari 2015 hebben de Somalische president en Erdoğan gelijktijdig een aantal nieuwe door Turkije gebouwde ontwikkelingsprojecten in Somalië ingewijd, waaronder het Digfer-ziekenhuis in de hoofdstad. Het werd later hernoemd tot Erdoğan Hospital ter ere van Erdoğan.

#### Verenigde Staten

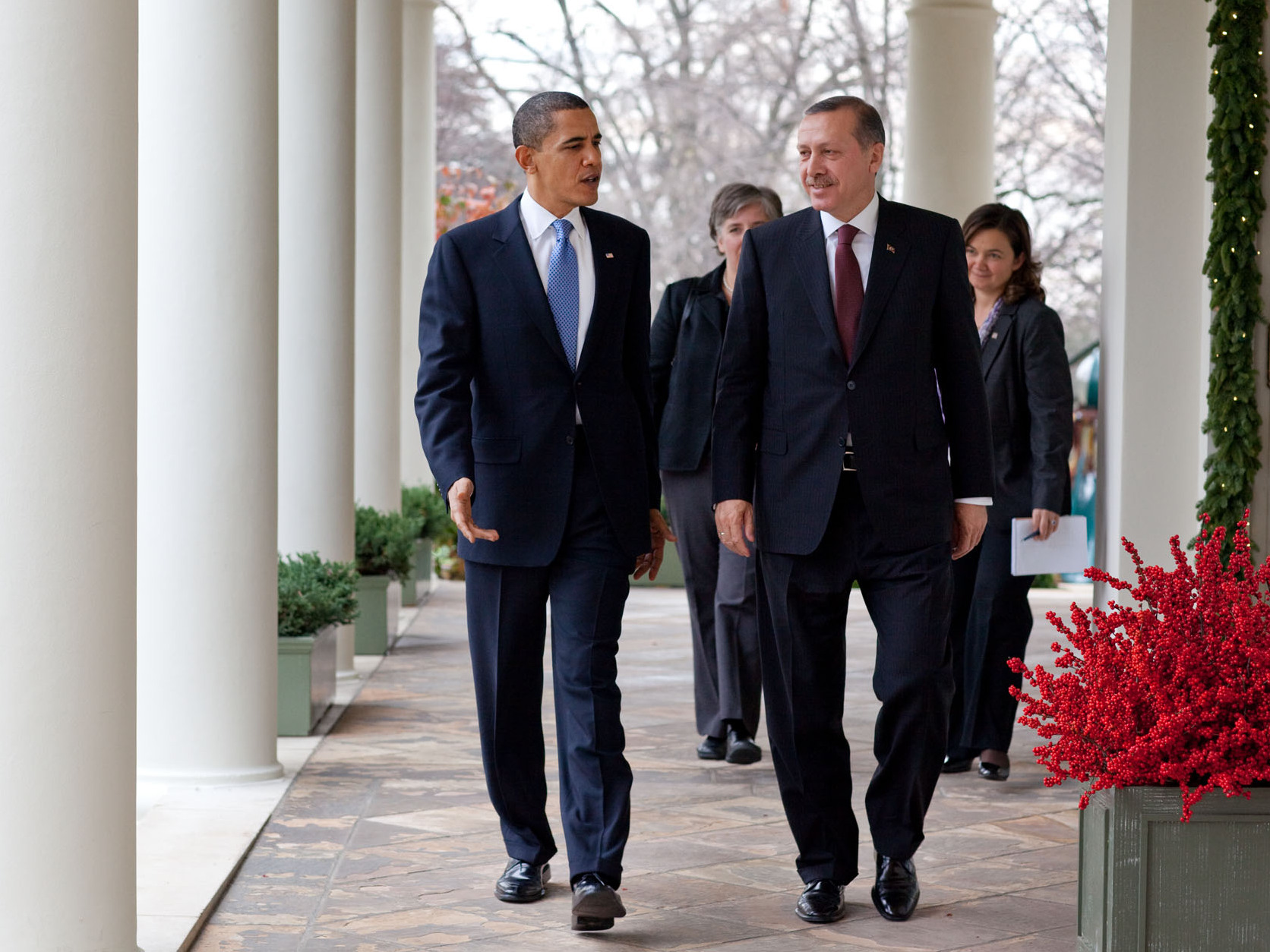
Ontmoeting tussen Erdoğan en president Barack Obama

Toen Barack Obama president van de Verenigde Staten werd, was Turkije het eerste land dat hij bezocht voor een bilaterale bijeenkomst.
Op een gezamenlijke persconferentie in Turkije zei Obama: "Ik probeer een statement te maken over de importantie van Turkije, niet alleen voor de Verenigde Staten, maar voor de hele wereld. Ik denk dat de belangrijkste toezegging in het bouwen een sterkere Amerikaans-Turkse relaties in het feit ligt dat Turkije en de Verenigde Staten een modelpartnerschap kunnen opbouwen tussen een overwegend christelijke natie en een overwegend moslimnatie: een westerse natie en een natie die zich uitstrekt over twee continenten. Dat we een moderne internationale gemeenschap kunnen creëren die respectvol, veilig, welvarend is en dat er geen spanningen zijn."

### Protesten

#### Protesten in 2007
De Republiek-protesten (Turks: Cumhuriyet Mitingleri) waren een reeks vreedzame massabijeenkomsten die in 2007 in Turkije plaatsvonden ter ondersteuning van een strikt beginsel van staatsecularisme.
De eerste bijeenkomst vond plaats in Ankara op 14 april 2007, slechts twee dagen voor het begin van de presidentsverkiezingen. De tweede vond plaats op 29 april in Istanbul. De derde en vierde bijeenkomst vonden achtereenvolgens plaats in Manisa en Çanakkale op 5 mei. De vijfde rally vond plaats op 13 mei in İzmir.

#### Gezi-protesten

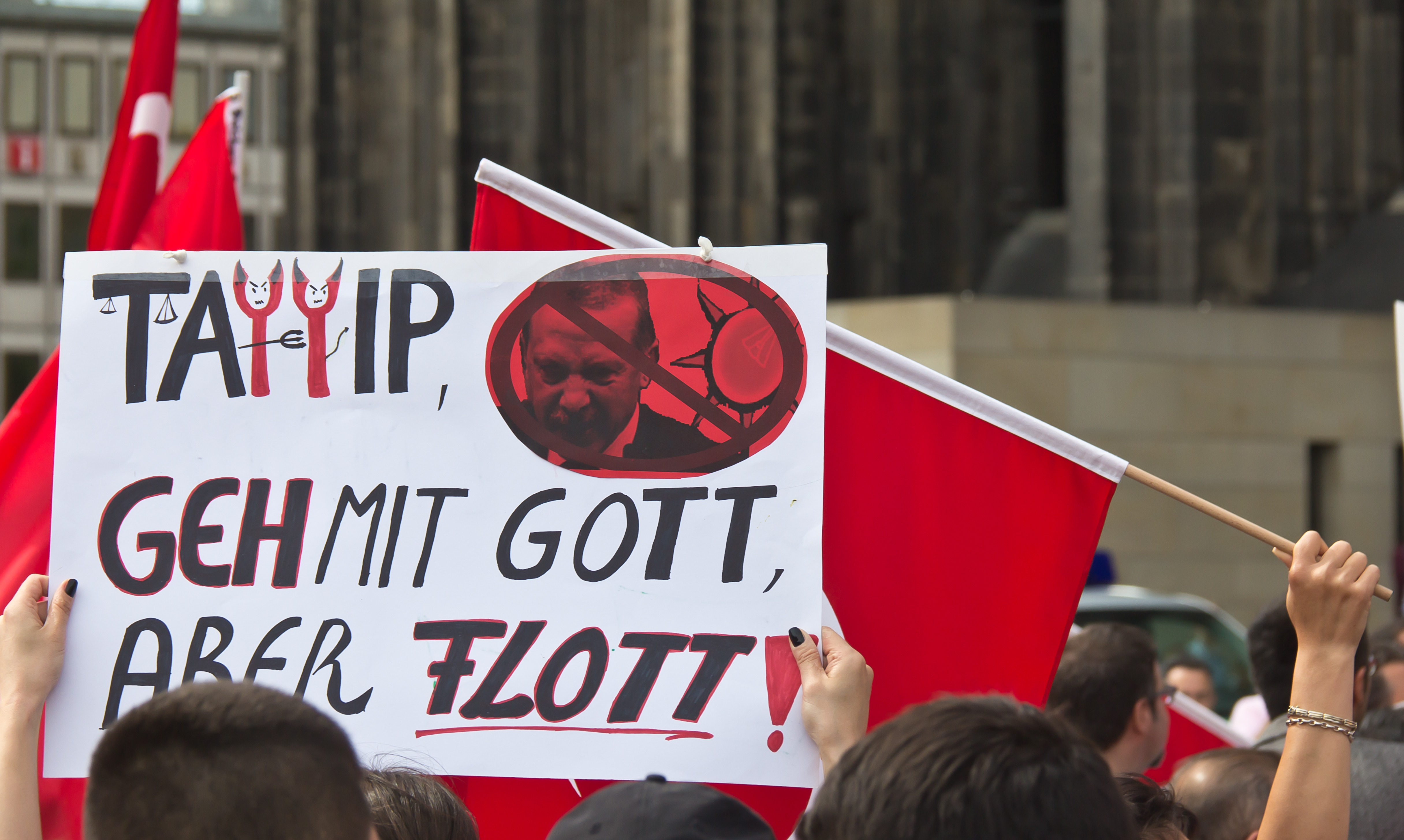
Een anti-Erdoğan-poster tijdens de demonstraties in Keulen, Duitsland

Sinds 28 mei 2013 waren er protesten in Turkije tegen het vermeende autoritaire beleid van Erdoğan. Wat begon met een kleine sit-in in Istanbul voor het behoud van het Gezipark, een stadspark nabij het Taksimplein, verspreidde zich al snel tot protesten tegen Erdoğan in 78 van de 81 provincies. Volgens Erdoğan waren de demonstranten (volgens de ambtenaren ruim 2,5 miljoen mensen) schooiers, vrijbuiters, dieven, extremisten en terroristen. Bij het harde politieoptreden, waartoe persoonlijk de opdracht was gegeven door Erdoğan, kwamen meerdere burgers om het leven en raakten vele duizenden jongeren gewond. Sociale media als Twitter werden gebruikt om op te roepen tot demonstraties. Leden van de organisatie die de belangen van de Gezipark demonstranten behartigde (o.a. architecten en planologen van Takstim Solidarity) en de vereniging van doktoren van Istanbul werden vervolgd en hoorden het OM 29 jaar gevangenisstraf vragen.
Als gevolg van hun kritiek werden stadsplanningsdiensten in het hele land ontheven van hun bevoegdheden. Tijdens campagnebijeenkomsten haalde Erdoğan uit naar de betrokken. Zo noemde hij de 15-jarige Berkin Elvan een terrorist. Elvan raakte gewond tijdens de antiregeringsprotesten toen hij een traangasgranaat van de politie tegen zijn hoofd kreeg. De jongen zou kralen van staal in zijn zak en een katapult in zijn hand hebben gehad. Ook was zijn gezicht volgens Erdoğan bedekt met een sjaal. Hij verdedigde het ingrijpen van de ordetroepen. "Hoe kon de politie weten hoe oud de jongen was met die sjaal om zijn hoofd?" Na de dood van Berkin werden in ten minste 31 steden in Turkije demonstraties gehouden tegen premier Erdoğan en het politiegeweld. Ook in het buitenland werd gedemonstreerd. Op 19 juni 2016 maakte Erdoğan bekend dat hij zijn plan om de militaire barakken op het Gezi Park te 'herbouwen' toch zou doorzetten.

#### Gevechten met nabestaanden mijnramp
Na de mijnramp in Soma bracht premier Erdoğan een bezoek aan de mijn en de getroffen stad. De woedende menigte viel de premier aan. Zijn auto werd ingesloten en bekogeld, terwijl nabestaanden hem uitmaakten voor moordenaar en dief. Op straat viel een adviseur van de premier een nabestaande aan en schopte hem vier of vijf keer. Erdoğan werd de stad uit gejaagd in een auto zonder nummerbord, terwijl omstanders trappen uitdeelden en stenen gooiden. Personen die in de media kritiek uitten op de omstandigheden in de mijnen, of het handelen van de premier, werden door regeringsgezinde media weggezet als 'linkse radicalen' en 'provocateurs'. Premier Erdoğan noemde een journalist zelfs een 'reptiel'. Erdoğan beweerde tevens dat twee vrouwen van omgekomen mijnwerkers die bij een begraafplaats bij Soma gefilmd werden door de BBC niet zouden bestaan (zij hadden gezegd niet meer op de AK-partij te stemmen). Der Spiegel moest zijn correspondent terugtrekken uit het land na doodsbedreigingen van AKP-aanhangers.
Dagen na de ramp bezocht Erdoğan de Duitse stad Keulen, waar hij was uitgenodigd door de Europese vleugel van zijn partij om een toespraak te houden in een stadion voor 16.000 aanhangers. Zijn komst leidde tot ophef in de Duitse politiek en onder de Europese Turkse gemeenschap, die de premier beschuldigde van politiek bedrijven op een ongepast moment. Volgens de Duitse politie waren er tussen de 40.000 en 50.000 demonstranten tegen de premier in de stad uit Duitsland, Nederland, België, Frankrijk en het Verenigd Koninkrijk. Duitse politici van Turkse afkomst die kritiek uitten op de komst van de premier, werden door Erdoğan persoonlijk aangevallen. Zo noemde Erdoğan de leider van de Duitse Groenen Cem Ozdemir een "zogenaamde Turk", die "wegens zijn afkomst" geen recht van spreken heeft (Ozdemir is Circassiër), Erdoğan is zelf van Lazische afkomst. Volgens Erdoğan is Ozdemir "niet meer welkom in Turkije". Hierna werd de Turkse ambassadeur in Berlijn op het matje geroepen.

## Presidentschap (2014-nu)

### Verkiezingen
Op 1 juli 2014 maakte Erdoğan bekend dat hij zich kandidaat stelde voor het presidentschap van Turkije. Omdat zijn maximale termijn als premier was bereikt binnen de regels van zijn partij had hij de wens om het ceremoniële ambt voor de verkiezingen van 10 augustus meer macht te geven, maar omdat zijn partij geen tweederdemeerderheid had en geen steun kreeg van een andere partij bleek dit niet haalbaar. Het was wel de eerste keer dat het Turkse volk direct een president kon kiezen. In de verkiezingen nam Erdoğan het op tegen kandidaten Ekmeleddin İhsanoğlu (voormalig voorzitter van de Organisatie voor Islamitische Samenwerking) en Selahattin Demirtaş. Zijn belangrijkste opponent İhsanoğlu werd gesteund door 11 oppositiepartijen, waaronder de seculiere CHP en de nationalistische MHP. Selahattin Demirtaş komt van de Koerdische partij BDP, maar was kandidaat voor haar zusterpartij HDP en twee andere socialistische partijen.
Net als de andere presidentskandidaten was Erdoğan verplicht zijn bezittingen openbaar te maken. Ondanks blijvende aantijgingen van corruptie zou Erdoğan naar eigen opgaaf de armste kandidaat zijn, omdat hij niet over een woning zou beschikken. Volgens de OVSE, die de verkiezingen monitoren, had premier Erdoğan belastinggeld aangewend voor zijn persoonlijke campagne. Dit is expliciet verboden volgens de Turkse grondwet.

#### Referendum over presidentiële systeem
Al in 2003 opperde Erdoğan om Turkije te veranderen van een parlementaire systeem naar een presidentiële systeem. Deze plannen kregen vaart nadat Erdoğan zelf president werd in 2014. In de eerste maanden van 2016 werd duidelijk dat de Turkse regering en (ceremonieel) president Erdoğan niet op een lijn lagen op zowel binnenlands als buitenlands beleid. Zo onderhandelde premier Davutoğlu een vluchtelingendeal met de Europese Unie, terwijl president Erdoğan deze deal in toespraken torpedeerde. Volgens de Turkse grondwet lag de politieke macht echter bij de premier en zijn kabinet. Davutoğlu zou niet bereid zijn geweest zijn macht te delen met Erdoğan, en weigerde werk te maken van de benodigde grondwetswijziging. Davutoğlu zou beschikken over de steun van een substantiële minderheid binnen de AK-partij. Op 5 mei maakte premier Davutoğlu bekend terug te treden, na dagen van speculatie in de Turkse media.
Onder de noodtoestand hield de Turkse republiek op 16 april 2017 een referendum over grondwetswijzigingen, bedoeld om macht over te hevelen van het parlement en ministeries naar de president. Zo schiep het de mogelijkheid voor de president om te regeren per decreet. De wijzigingen werden gesteund door de AK-partij en (het bestuur van) de nationalistische MHP, die samen ruim 61% van de stemmen hadden behaald bij de vorige verkiezingen. De linkse CHP, HDP en dissidenten van de MHP spraken zich uit tegen de wijzigingen. De grondwetswijzigingen werden aangenomen door 51% van de stemmers. Hoewel dit voor Erdoğan een gewenste uitslag was, waren er voor hem ook enkele tegenvallers. Zo stemden naast de traditioneel seculiere westerse en zuidelijke kustgebieden ook de provincies Istanbul en Ankara tegen, als ook de urbane districten van de noordelijke provinces Sinop, Samsun, Ordu en Giresun.

### Binnenlandse beleid
Na zijn verkiezing tot president in 2014 moest Erdoğan het leiderschap van de AK-Partij neerleggen, omdat de president volgens de grondwet geen lid kon zijn van een politieke partij. Dit verbod werd in 2017 geschrapt, waarna Erdoğan opnieuw werd gekozen tot partijleider.

#### Nieuwe ambtswoning

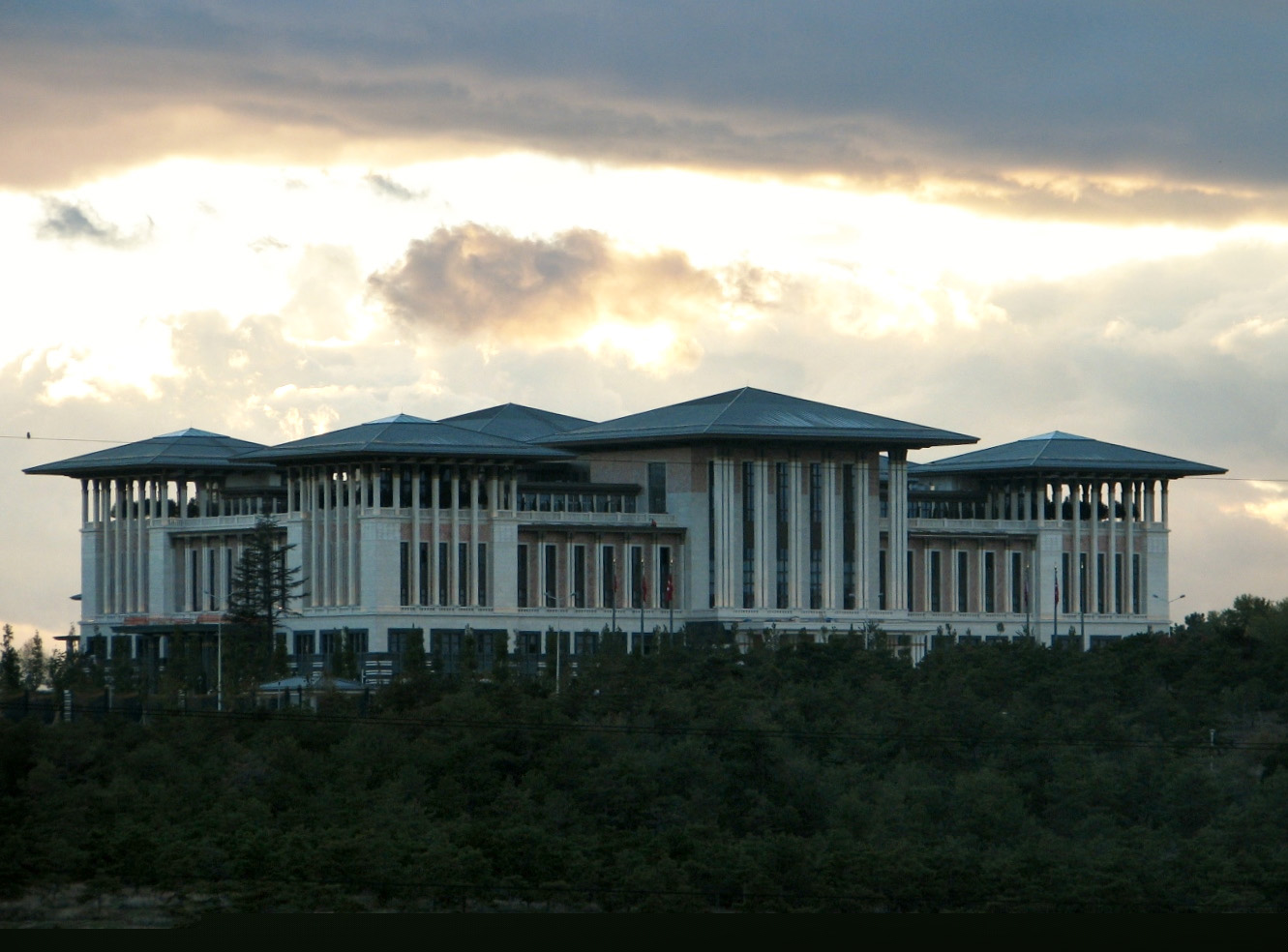
Nieuw presidentieel paleis in Ankara

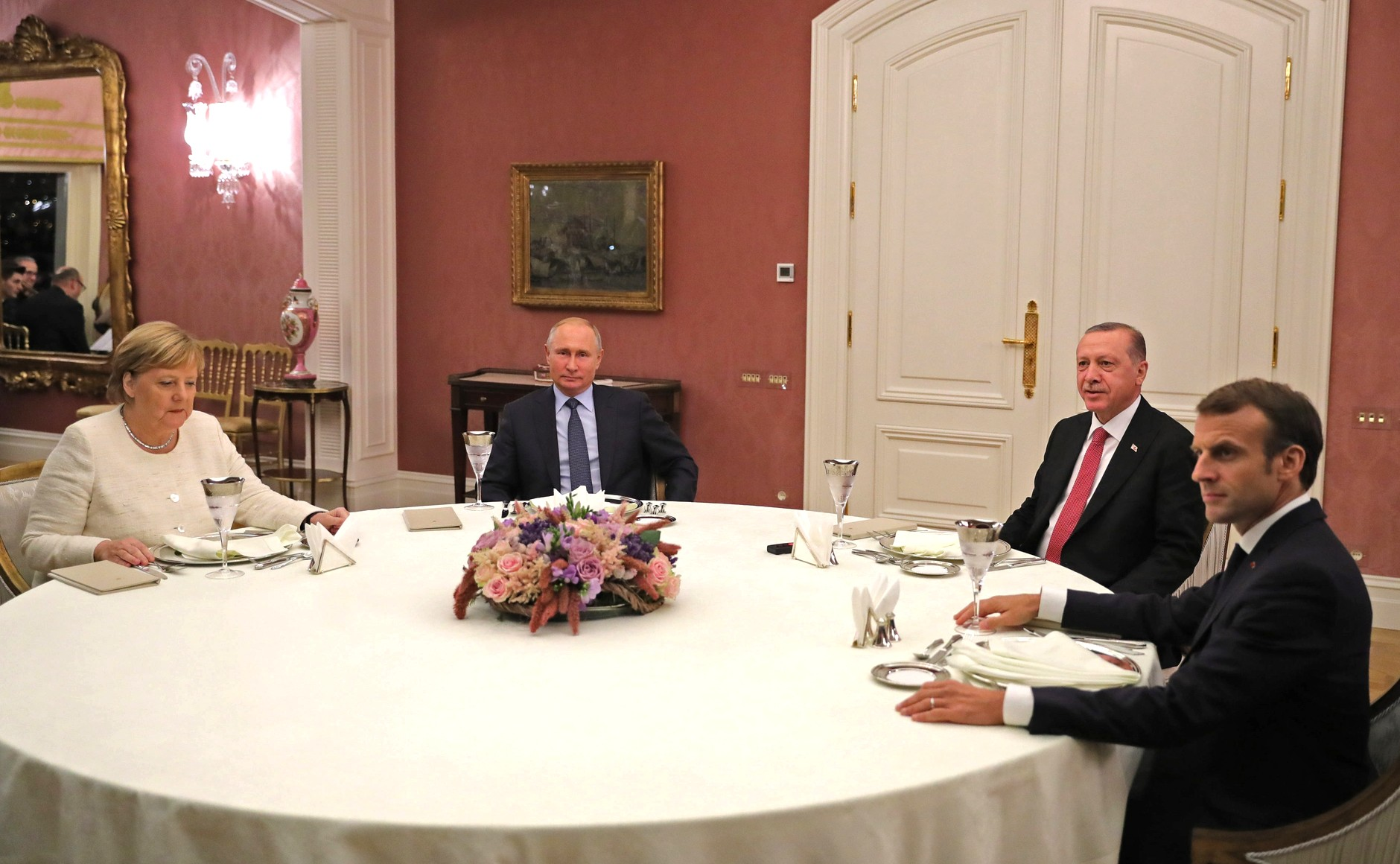
Ontmoeting tussen de leiders van Rusland (Vladimir Poetin), Turkije (Erdoğan), Duitsland (Angela Merkel) en Frankrijk (Emmanuel Macron) in Istanbul

Erdoğan heeft ook kritiek gekregen op de bouw van een nieuw ambtswoning genaamd de Presidentieel Paleis, dat ongeveer 50 hectare van het Atatürk Woud Boerderij (AOÇ) in de Turkse hoofdstad Ankara beslaat. Een rechtbank verklaarde de herbestemming van de grond, waardoor de bebouwing mogelijk was geworden, onwettig. De kosten van het paleis, dat eind 2014 officieel geopend werd, worden geraamd op ruim 600 miljoen dollar, maar voor de komende jaren is nog ruim honderd miljoen extra gereserveerd. Nadat Erdoğan wekenlang belachelijk was gemaakt door nationale en internationale media wegens de omvang van het paleis, dat voornamelijk wordt vergeleken met het paleis van dictator Nicolae Ceaușescu, maakte de president de volgende opmerking: "Het heeft geen 1000 kamers. Dat hebben jullie verkeerd. Het heeft meer dan 1150 kamers!". Het complex wordt tevens uitgebreid met een privéwoning met 250 kamers voor president Erdoğan.
In 2013-14 liet Erdoğan het historische houten landhuis van de laatste Ottomaanse sultan (Mehmet VI) slopen in de wijk Çengelköy, in het Aziatische Istanbul, en liet hij dit bouwwerk vervangen met een onzorgvuldige betonnen replica. Ook drie andere historische landhuizen werden vernield. De heuvel boven het dorp is ontdaan van honderden bomen en omringd met een betonnen muur, voor de aanleg van het eerste 'paleis' in de stad in de republikeinse periode. Naast een woning voor premier Erdoğan omvat het complex ook enkele villa's voor zijn familieleden. Hoewel de originele houten landhuizen op de monumentenlijst stonden is er bij de 'herbouw' geen aandacht geschonken aan de locatie, oriëntatie, stijl, detaillering of materiaal van de panden. Tijdens de ramadan van 2014 kregen omwonenden te horen dat zij binnen enkele dagen hun huis moesten verlaten.
In 2014 bestelde Erdoğan een vliegtuig ter waarde van meer dan 100 miljoen euro. In zijn eerste jaar als president gaf Erdoğan bijna twee keer zo veel uit als zijn voorganger Abdullah Gül.

#### Arrestatie dissidenten
Eind oktober 2016 werden een aantal media verboden en werden de burgemeesters van de grote steden in het Turkse zuidoosten gearresteerd op verdenking van het helpen van een terroristische organisatie (de PKK). Vervolgens werden in de nacht van 3 op 4 november 2016 dertien parlementsleden van de oppositiepartij HDP gearresteerd. Onder hen ook Erdoğan's voormalige opponent in de presidentsverkiezingen Selahattin Demirtas, de leider van de HDP. Deze actie kwam enkele maanden nadat de parlementaire onschendbaarheid was opgeheven. Als reactie riep Turkije-rapporteur van het Europese Parlement op om per direct de toetredingsonderhandelingen met Turkije op te schorten. De Europese minister van buitenlandse zaken Federica Mogherini riep alle ambassadeurs van EU-landen bijeen in Ankara. Na de arrestatie blokkeerde de Turkse overheid toegang tot bepaalde sociale media alsmede toegang tot het Tor-netwerk en VPN diensten.
Op 7 oktober braken protesten uit in verschillende Turkse steden. Gemeentehuizen, politiekantoren, AKP-kantoren, scholen, standbeelden en winkelketens werden in diverse steden in Oost-Turkije in brand gestoken. In zes provincies werd een staat van beleg afgekondigd en patrouilleerde het Turkse leger op straat. De Turks-Koerdische terreurbeweging Hizbullah (niet te verwarren met de sjiitische beweging in Libanon) gaf een verklaring uit waarin het zijn steun uitsprak aan ISIS. De meeste doden vielen in Diyarbakir door confrontaties tussen islamistische en linkse seculiere Koerden.
Op 28 juli 2015 riep Erdoğan uit dat het Turks-Koerdische vredesproces onmogelijk was geworden na het oplaaiende geweld in Turkije. Hij riep het Turkse parlement op om de onschendbaarheid van de (pro-Koerdische) HDP-parlementsleden op te heffen en hen te vervolgen voor terroristische activiteiten. Uit protest vroegen parlementsleden van de HDP en CHP aan het parlement zelf om hun onschendbaarheid op te heffen. In reactie op aanslagen van de PKK op militairen en politieagenten in het zuidoosten van het land bombardeerde Turkije stellingen van de Koerdische PKK en YPG in Irak en Syrië. Volgens de Turkse bronnen zouden daarbij 390 mensen om het leven zijn gekomen en honderden gewonden zijn gevallen. Bij Turkse bombardementen in Syrië raakten strijders van het Vrije Syrische Leger gewond. Strijders van de Koerdische YPG die in Kobani gewond waren geraakt zouden na hun medische behandeling in Turkije door het Turkse leger zijn overgedragen aan al-Nusra (al-Qaida in Syrië). In de week na de bomaanslag in Suruç door de Islamitische Staat werden zo'n 1300 mensen gearresteerd op verdenking van lidmaatschap van een terroristische organisatie. Het overgrote deel van de gearresteerden behoorden tot Koerdische of linkse organisaties. De meeste gearresteerde Koerden waren actief voor de HDP. Veel van de vermeende IS-leden waren al eerder gearresteerd geweest, en konden na een kort verhoor weer vertrekken.

### Buitenlandse beleid

#### Syrische Burgeroorlog
De Turkse staat onder leiding van Erdoğan heeft jarenlang de Syrische oppositie gesteund in haar gewapende strijd tegen de regering van de Syrische president Assad. Duizenden mensen uit Noord-Afrika en West-Europa vlogen in 2012-2013 naar Turkije en Irak, om zo in het oorlogsgebied te geraken. Volgens verschillende internationale media, die deze migratie op het vliegveld en aan de grens vastlegden, deed de Turkse politie geen moeite om deze personen tegen te houden. Ook leverde de Turkse regering samen met de westerse regeringen en Golfstaten wapens aan groeperingen in Syrië. Politieagenten die naar verluidt wapens naar Syrië wilden stoppen werden overgeplaatst. Gewonde terroristen kregen lange tijd gratis medische verzorging in Turkse staatsziekenhuizen. Volgens de voormalige ambassadeur van de Verenigde Staten in Turkije heeft de Turkse regering zelfs samengewerkt met Al Qaida in Syrië. Dit werd bevestigd door de Amerikaanse vicepresident Joe Biden, die dit onder Turkse druk echter weer moest intrekken.
Journalisten aan de grens werden door de Turkse politie aangevallen met traangras. Enkele maanden eerder werd de Turkse overheid al beschuldigd van het laten passeren over Turks grondgebied van terroristen die de westelijke Armeense stad Kessab aanvielen. Erdoğan maakt deel uit van dezelfde islamitische sekte als een deel van de ISIS-strijders in Irak; de Naqshibandi (een gemilitariseerde soefi-orde). Hoewel ISIS aan de grenzen van Turkije etnische zuiveringen uitvoert op minderheden als Koerden, jezidi's, christenen en Turkmenen blijft Erdoğan enkel aandacht schenken aan de onderdrukking door president Assad van Syrië. Volgens Erdoğan moet het doel van een eventuele ingreep in de buurlanden niet zijn om de burgerbevolking te beschermen, maar om de Syrische regering ten val te brengen. Hierin staat de Turkse president alleen; geen ander NAVO-lid wil participeren in een oorlog tegen Syrië. Volgens Erdoğan zijn de leden van ISIS überhaupt geen extremistische moslims, maar 'westerse drugsverslaafden'.
In oktober begon het Turkse leger met aanvallen op de Koerdische YPG in Syrië, die samen met gematigde Arabieren van het Vrij Syrisch Leger tegen de Islamitische Staat strijd. Volgens Erdoğan zou onder bevel van de PYD (de politieke tak van de YPG) de Arabische en Turkmeense bevolking van Rojava uitgemoord worden.

#### Spionage van Turken in Duitsland
In december 2014 werden drie Turkse staatsburgers in Duitsland gearresteerd op verdenking van spionage voor de Turkse inlichtingendienst MİT. De drie zouden informatie hebben vergaard en doorgespeeld over in Duitsland woonachtige Turken die kritiek uiten op de Turkse regering en in het bijzonder toenmalig premier Erdoğan. Hoofdverdachte Muhammed Taha Gergerlioğlu was een van de belangrijkste adviseurs van Erdoğan. Tijdens de zitting presenteerde de Duitse openbaar aanklager telefoontaps waaruit tevens zou blijken dat Gergerlioğlu grote geldsommen zou overmaken naar geheime bankrekeningen van Erdoğan in Zwitserland. Erdoğan heeft hardnekkige geruchten over zijn geheime rekeningen altijd ontkend.

#### NAVO
Na de mislukte staatsgreep op Erdoğan werden de vertrouwde Turkse generaals uit Brussel teruggeroepen en vervangen. De opvolgers blijven vooralsnog buitenstaanders in de Brusselse burelen.
Tot ongenoegen van sommige NAVO-landen kocht Turkije een geavanceerd luchtafweersysteem (S-400) van Rusland, nadat het land de Amerikaanse variant (Patriot) niet mocht kopen. Als reactie daarop werd de Turkse bestelling voor het nieuwe gevechtsvliegtuig JSF door de Amerikanen geannuleerd. Het land komt daarmee militair gezien op afstand te staan.

### Gebeurtenissen

#### Staatsgreeppoging 2016

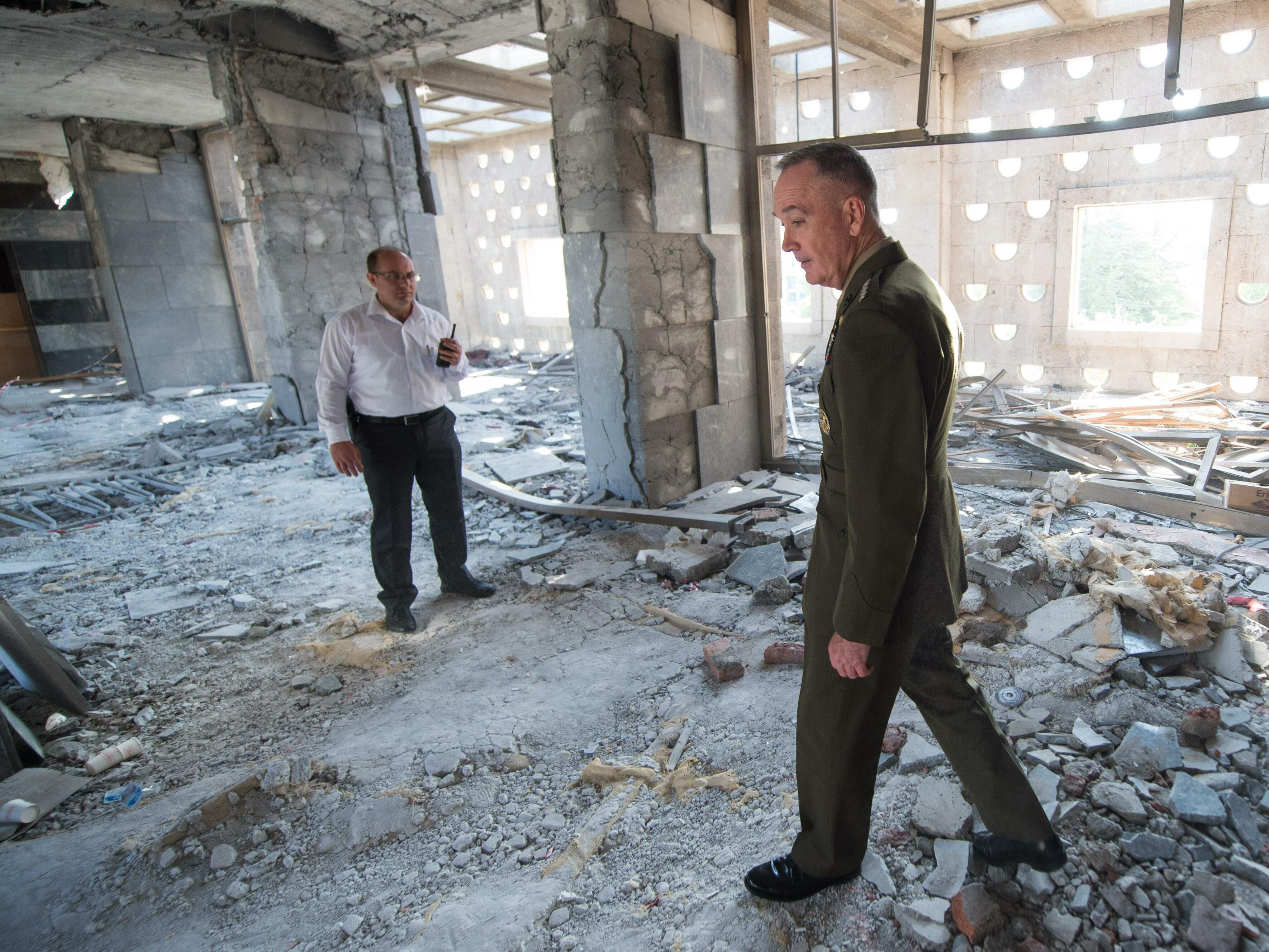
Het Turkse parlement werd meerdere keren gebombardeerd door straaljagers terwijl parlementariërs nog in het gebouw werkzaamheden verrichtten.

In de nacht van 15 op 16 juli poogde een deel van het leger president Erdoğan af te zetten via een militaire staatsgreep, naar eigen zeggen om het secularisme, de mensenrechten, en de vrede te herstellen in het vaderland. De couppoging zou gesteund zijn door verschillende hoge officieren, maar niet door het volledige leger. Legereenheden namen strategische plaatsen in in Istanbul en Ankara, maar een poging om Erdoğan in te rekenen bij zijn vakantieadres in de badplaats Marmaris mislukte. Militairen zochten tevergeefs naar Erdoğan, die reeds was vertrokken Militairen namen de staatsomroep TRT over en lieten de nieuwslezer een verklaring voorlezen. Tegelijkertijd kon Erdoğan echter via FaceTime zijn aanhangers oproepen de straat op te gaan, in een uitzending van CNN Türk. Hierna namen pro-coup-militairen het gebouw van CNN Türk in en legden de uitzending plat. Dit kon echter niet voorkomen dat binnen een korte periode zowel de studio's van TRT als CNN Türk door Erdoğan-aanhangers werden bestormd.
Tientallen burgers kwamen om bij acties van soldaten die met scherp schoten, en meerdere soldaten werden gelyncht door woedende menigten, die islamistische slogans riepen. Erdoğan vloog naar de luchthaven Istanbul Atatürk, begeleid door twee F16's. Twee andere F16's van de pro-coup-fractie schaduwden de drie vliegtuigen en stelden hun radar er op af. De coupplegers hadden het vliegtuig van Erdoğan neer kunnen halen, maar besloten dit niet te doen. Bij aankomst op het vliegveld werd Erdoğan door duizenden aanhangers begroet. Erdoğan riep zijn aanhangers op om op straat te blijven, om een tweede couppoging te voorkomen. In de loop van de ochtend gaven de meeste soldaten zich over. Uiteindelijk werden ruim zesduizend militairen gearresteerd voor betrokkenheid bij de couppoging. Nadat de coup was afgewend, maakten de regering en president Erdoğan bekend dat zij de doodstraf voor landverraad opnieuw zouden bepleiten in het parlement. Bij de couppoging vielen zeker 265 doden.
Bij de couppoging beschoten delen van de luchtmacht en militaire gendarmerie met helikopters en tanks onder andere het hoofdkantoor van de inlichtingendienst MIT (die onder direct gezag van de president staat), het Turks parlement, en het nieuwe paleis van Erdoğan in Ankara. Officieren die niet achter de coup stonden werden gegijzeld in het hoofdkwartier van het leger.

#### Aardbeving 2023
Op 6 februari 2023 vond een catastrofale aardbeving plaats in Zuidwest-Turkije en Noord-Syrië. De instorting van vele nieuwe gebouwen tijdens de aardbeving veroorzaakte publieke ophef en boosheid over het omzeilen van regelgeving door de bouwindustrie. Er kwam ook kritiek op Erdoğan omdat hij toeliet dat aannemers van bouwprojecten veiligheidsvoorschriften naast zich neerlegden, waardoor bewoners meer risico liepen.
Na een oproep van een groep advocaten die bekend staat als Halkçı Hukukçular (De Volksjuristen), deponeerden 61 advocaten op 21 februari aanklachten in tegen president Erdogan en anderen bij de hoofdaanklager van Ankara. Hem werd ten laste gelegd een in gebreke blijven in zijn verantwoordelijkheid als president om het land voor te bereiden op aardbevingen en gebouwen aardbevingsbestendig te doen bouwen.
Erdogan bracht op 27 februari een bezoek aan de provincie Adiyaman, een van de ergst getroffen regio's. Bij die gelegenheid bood hij zijn excuses aan voor het laat op gang komen van de hulp van staatswege:
"Door het verwoestende effect van de aardschokken en het slechte weer konden we de eerste dagen niet werken zoals we zouden hebben gewild. Mijn excuses hiervoor".

## Prijzen en onderscheidingen

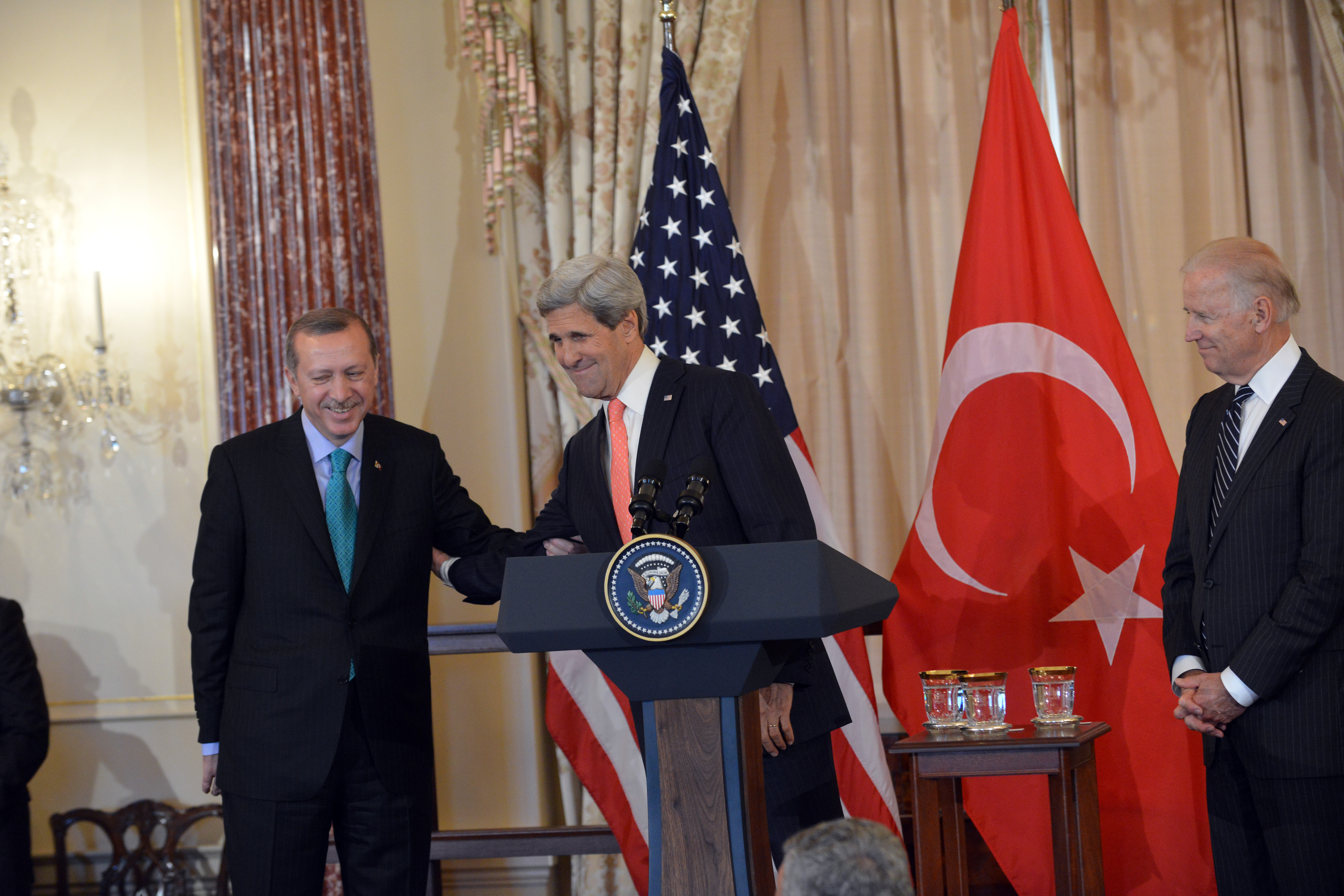
De Amerikaanse minister van Buitenlandse Zaken John Kerry maakt opmerkingen ter ere van Erdoğan in bijzijn van de Amerikaanse vicepresident Joe Biden, 16 mei 2013

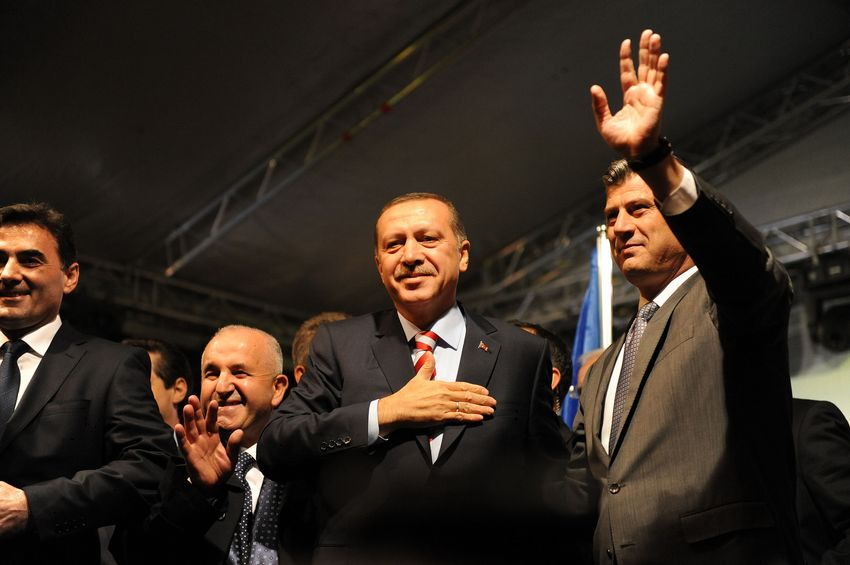
Erdoğan krijgt het ereburgerschap van de Kosovaarse president Hashim Thaçi, 3 november 2010.

### Buitenlandse onderscheidingen
- Rusland: Medaille van de president van de Russische Federatie (2 juni 2006)[162]
- Pakistan: Eerste Klasse in de Nationale Orde van Pakistan (26 oktober 2009)[163]
- Georgië: Eerste Klasse in de Orde van het Gulden Vlies (18 mei 2010)[164]
- Kosovo: Medaille in de Orde van Onafhankelijkheid (4 november 2010)[165]
- Kirgizië: Eerste Klasse in de Orde van Danaker (2 februari 2011)[166]
- Kazachstan: Grootlint in de Orde van de Gouden Adelaar (2012)[167]
- Niger: Grootkruis in de Nationale Orde van Niger (9 januari 2013)[168]
- Azerbeidzjan: Grootlint in de Orde van Heydar Aliyev (2 september 2014)[169]
- Afghanistan: Medaille in de Orde van Ghazi Amanoellah Khan (10 oktober 2014)[170]
- Somalië: Grootlint in de Orde van de Somalische Ster (25 januari 2015)[171]
- Albanië: Grootlint in de Nationale Orde van Albanië (13 mei 2015)[172]
- België: Grootlint in de Leopoldsorde (5 oktober 2015)[173]
- Ivoorkust: Grootkruis in de Nationale Orde van Ivoorkust (29 februari 2016)[174]
- Guinee: Grootkruis in de Nationale Orde van Guinée (3 maart 2016)[167]
- Madagaskar: Grootkruis in de Nationale Orde van Madagaskar (25 januari 2017)[175]
- Bahrein: Keten van de Orde van Sjeik Isa bin Salman Al Khalifa (12 januari 2017)[176]
- Koeweit: Keten van de Orde van Koeweit (21 maart 2017)[177]
- Soedan: Keten van de Nationale Orde van Soedan (24 december 2017)[178]
- Tunesië: Grootlint in de Orde van de Tunesische Republiek (27 december 2017)[179]
- Senegal: Grootkruis in de Nationale Orde van de Leeuw[180]
- Mali: Grootkruis in de Nationale Orde van Mali[181]
- Moldavië: Keten van de Orde van de Republiek Moldavië (18 oktober 2018)[182]
- Paraguay: Keten van de Orde van Verdienste (2 december 2018)[183]
- Venezuela: Grootlint in de Orde van de Bevrijder (3 december 2018)[184]

### Ereburger
Erdoğan kreeg een onderscheiding als ereburger van de steden Seoul (Zuid-Korea), Novi Pazar (Servië), Teheran (Iran), Abidjan (Ivoorkust), Prizren en Mamuşa (Kosovo).